# Piedras Negras
Piedras Negras es una ciudad fronteriza del noreste de México, en el estado de Coahuila, ubicada frente a la ciudad de Eagle Pass, Texas, Estados Unidos, a orillas del río Bravo. Es la cabecera del municipio homónimo. 
Es, junto con Ciudad Acuña, una de las dos ciudades fronterizas del estado. Conocida con el nombre de Ciudad Porfirio Díaz entre 1888 y 1911, es una de las veinte ciudades más competitivas y con mejor calidad de vida en el país, de acuerdo con las cifras arrojadas por el Instituto Mexicano para la Competitividad (IMCO, 2010).[cita requerida]
En el año 2003, la Secretaría de Desarrollo Social (SEDESOL), el INEGI y el Consejo Nacional de Población CONAPO integraron un grupo de trabajo encargado de formular una delimitación exhaustiva y sistemática de las zonas metropolitanas del país, consolidándose la Zona Metropolitana de Piedras Negras, formada por los municipios de Piedras Negras y Nava, y cuenta con una población aproximada de 265 456 habitantes; además, Piedras Negras forma parte de la Zona Metropolitana Binacional Piedras Negras - Eagle Pass.[cita requerida]
En el año 2010, de acuerdo con los índices de marginación estimados por el CONAPO, Piedras Negras es una de las ciudades con menor marginación urbana en todo México (6.3%), y la segunda en el estado de Coahuila, superado solamente por Ciudad Acuña (3.6%). La ciudad cuenta con diversos lugares de esparcimiento; en noviembre del 2005 fue inaugurada la Plaza de las Culturas, con réplicas a menor escala de las pirámides de Teotihuacán (la cual alberga un museo en su interior), Chichen Itzá y la pirámide de los 365 nichos, además un planetario, una biblioteca, y varios bares y restaurantes, justo en la entrada de uno de los puentes internacionales.
La ciudad de Piedras Negras, durante el año 2019, tuvo los mejores índices de percepción de la seguridad a nivel nacional (INEGI, 2019), destacándose en el mes de julio como la ciudad con mejor percepción de la seguridad en todo México.

## Historia

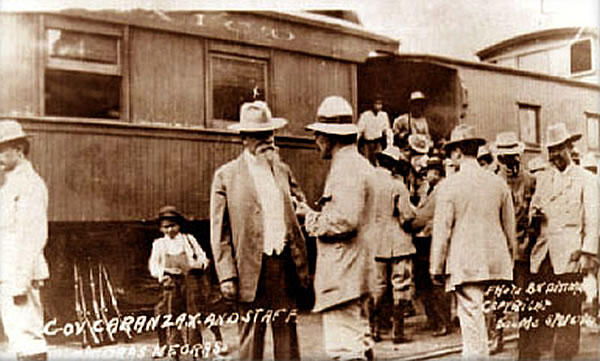
Venustiano Carranza en Piedras Negras. 1915.

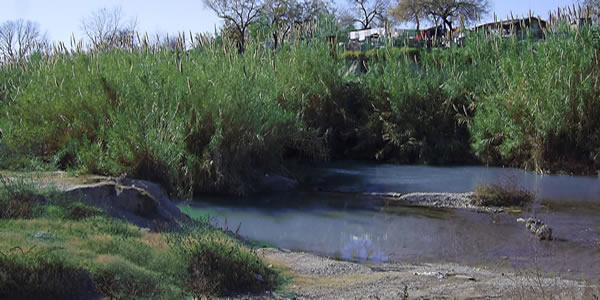
Río Escondido

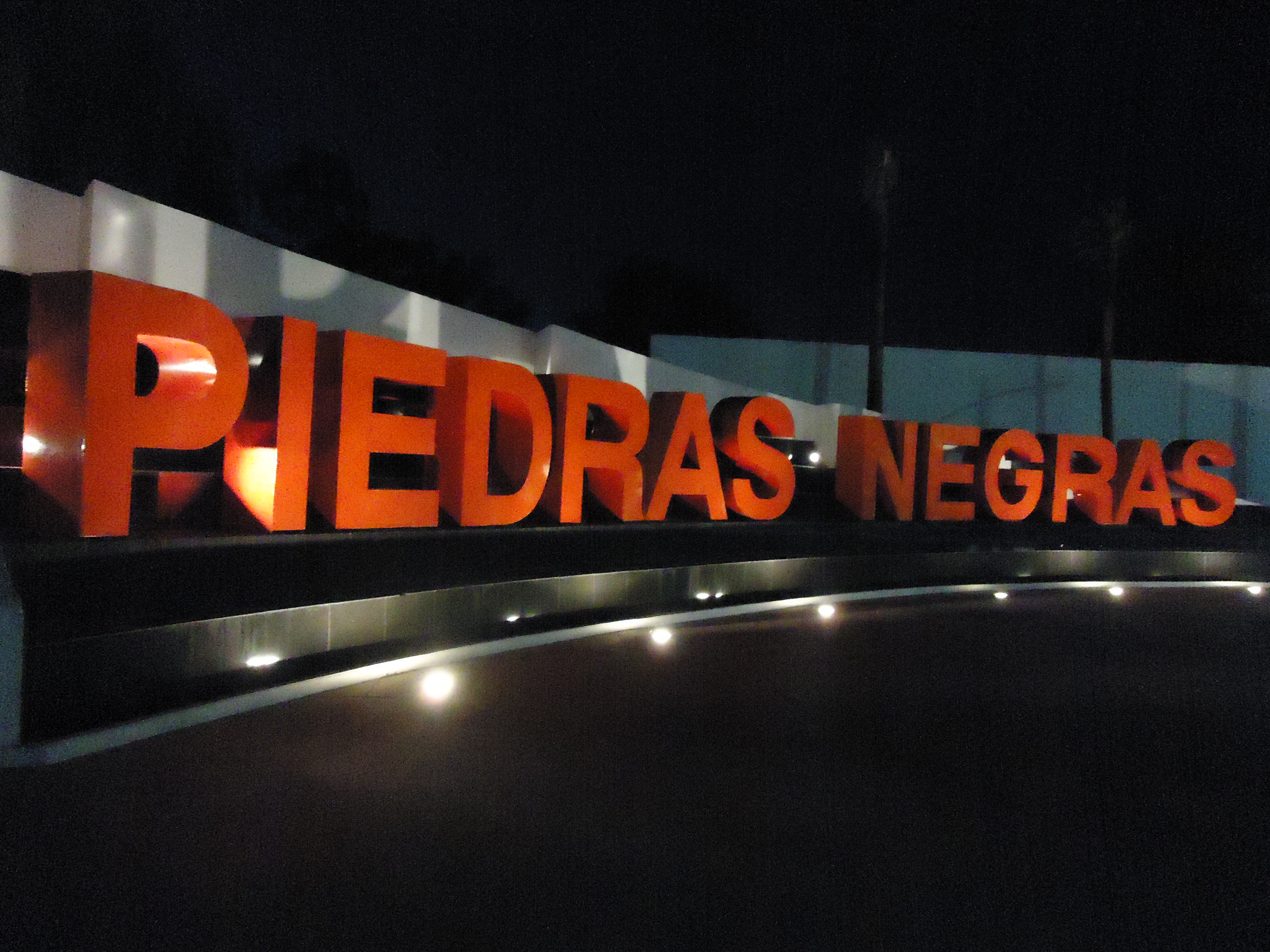
Letras de Piedras Negras

### Fundación
Esta ciudad fue fundada por 34 hombres comandados por Andrés Zapata, Gaspar Salazar y Antonio Ramírez el 15 de junio de 1850, ante el coronel Juan Manuel Maldonado, como un punto de paso frente al Fort Duncan, en Eagle Pass, Texas, con el nombre de Villa Guadalupana de Herrera. Dos meses después, el 14 de agosto, la Comandancia General de las Colonias Militares de Oriente tomó la decisión de establecer en este nuevo asentamiento una colonia militar, la cual fue denominada Colonia Militar de Guerrero en Piedras Negras. Cinco años más tarde, en agosto de 1855, se volvió a establecer como población civil con el nuevo nombre, Villa de Guadalupe Piedras Negras. En ese mismo mes, la aduana de Villa de Guerrero se reubicó en Piedras Negras. Dedicando a la Virgen de Guadalupe como patrona de la ciudad.

### Yacimientos de carbón; construcción del ferrocarril
En 1881, cuando se descubrieron los grandes yacimientos de él carbón en la región, se empezó la construcción del ferrocarril, que terminó en 1883, y esto ayudó al desarrollo de la economía regional de piedras negras.

### Ciudad Porfirio Díaz
El 1 de diciembre de 1888, se le otorga la categoría de ciudad, con el nombre de Ciudad Porfirio Díaz.
En esta época, llega la energía eléctrica y la pavimentación de las principales calles de la ciudad.

### Primera inundación
El 10 de septiembre de 1890, la ciudad sufrió la primera de sus inundaciones. Este desastre natural afectó seriamente al municipio de Villa de Fuente, el cual desapareció como tal cuatro años después para pasar a ser parte del territorio actual municipio de Piedras Negras.

### Inicio de la Revolución mexicana
El 20 de noviembre de 1910, Francisco I. Madero decidió iniciar la Revolución mexicana en esta ciudad, pero, debido a la poca fuerza que logró reunir, partió hacia Ciudad Juárez, Chihuahua, para cumplir su objetivo. El 1 de junio de 1911, decidió regresar al país por esta ciudad. Venustiano Carranza expidió un decreto el 19 de diciembre de 1911, para retirar el nombre de Ciudad Porfirio Díaz, y dejar el de Piedras Negras pero con la categoría de ciudad.

### Creación de los Nachos
En 1943, los famosos "Nachos", trozos de tortilla frita con queso americano fundido y chile jalapeño, fueron creados por Isidoro López y entregados por Ignacio "Nacho" Anaya en un restaurante de esta pequeña localidad fronteriza.[cita requerida] En 1995 se declaró oficialmente "Cuna del Nacho".[cita requerida] Hay una historia acerca del acontecimiento que narra que había un cliente en este establecimiento y deseaba comer algo, sin embargo en el restaurante, solo tenian tortillas viejas, queso americano y chile; por lo que se le encomendó al encargado hacer un platillo solo con esos ingredientes, fue así como nacieron los nachos.

### Sistema de televisión
En 1963 llegó el sistema de televisión por cable a esta ciudad, un año después, en 1964, llegó a Ciudad Acuña y Monterrey; sin embargo, esta industria no se desarrolló hasta 1966, cuando surgió Cablevisión.

### Inundaciones
Con el tiempo, las inundaciones del río Bravo continuaron azotando a la ciudad, la primera ocasión fue el 2 de septiembre de 1932 y después el 28 de junio de 1954; fue recientemente el 4 de abril de 2004, cuando el Río Escondido arrasa a la comunidad de Villa de Fuente con un saldo de 39 muertos y más de 120 desaparecidos.
El 24 de abril de 2007, Villa de Fuente fue devastada nuevamente, ahora por un tornado. A diferencia de la inundación en el 2004, solo hubo 3 muertes, aunque los daños materiales fueron mayores. Se habían instalado alarmas contra inundaciones, sin embargo, el Gobierno de Piedras no activó las alarmas debido a que éstas "Son para inundaciones y no tornados."
El 15 y 16 de abril de 2010, la misma zona "Villa de Fuente" estuvo en peligro de padecer otra devastadora inundación similar a la del 4 de abril de 2004, debido a las fuertes lluvias que se registraron en las serranías, cerca de los ríos San Rodrigo, San Antonio y Escondido, estos últimos 2 ríos de Piedras Negras; debido a la buena comunicación del gobierno municipal de Zaragoza y Piedras Negras, Protección Civil y CONAGUA, logró evacuarse al sector de Villa De Fuente a tiempo, aunque la creciente se hizo presente no logró tocar la mancha urbana.
El 14 de junio de 2013, en la mañana la ciudad fue sorprendida, ya que una fuerte lluvia que se prolongó toda la mañana hasta mediodía dejó inundada a gran parte de la ciudad, incluso colonias que nunca se habían visto afectadas por estos acontecimientos. Nuevamente en la noche y toda la madrugada del 15 de junio la ciudad volvió a tener más lluvias, subiendo otra vez los niveles del agua ya acumulada del día anterior. El saldo fue de 1 persona fallecida y 40 mil damnificados.

#### Fechas de las más importantes inundaciones
- 10 de septiembre de 1890
- 2 de septiembre de 1932
- 28 de junio de 1954
- 4 de abril del 2004
- 24 de abril del 2007
- 15 y 16 de abril del 2010
- 14 de junio del 2013

## Escudo de armas

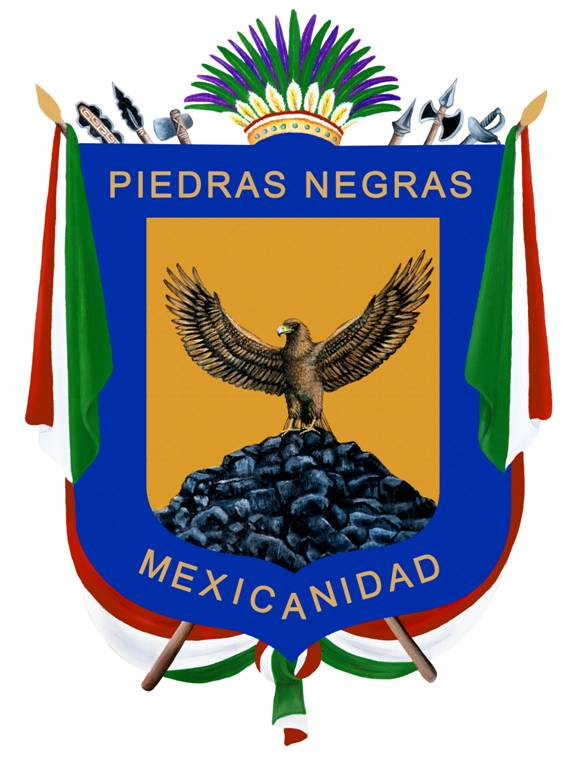
Escudo de Piedras Negras

A través de los años, el escudo de armas del municipio de Piedras Negras, Coahuila de Zaragoza, ha sufrido variaciones que lo han alejado del diseño original realizado por su autor, el destacado historiador Ing. Vito Alessio Robles en el año de 1950, con motivo de la celebración del centenario de la fundación de la ciudad.
Con el propósito de recobrar dicho diseño, el presidente municipal Óscar Fernando López Elizondo, propuso a los miembros del Consejo para la Investigación, Conservación y Promoción de la Historia, Cultura y Tradiciones de Piedras Negras, Coahuila de Zaragoza, la recuperación de nuestro escudo, en sus fuentes primarias, es por ello que se obtuvo en el archivo personal de Don Vito, que se encuentra en la Biblioteca del Centro Cultural que lleva su nombre en Saltillo Capital, a cargo de la Lic. Esperanza Dávila Sota, una reproducción de la imagen original realizada en acuarela por el hijo del Ingeniero, misma que acompañó a la propuesta enviada al Congreso del Estado y que fue aprobada y publicada en el Periódico Oficial.
De esta manera, se recupera esa primera imagen, realizándose a partir de ella, las adecuaciones que la tecnología actual permite, buscando homogeneizar el uso de nuestro escudo, como lo propuso el entonces Presidente Municipal Óscar Fernando López Elizondo.

## Geografía

### Demografía

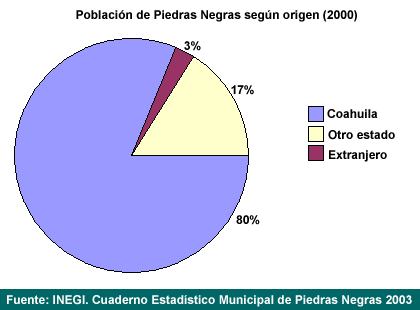
Origen de la Población

La Región Norte de Coahuila tiene aproximadamente 300,000 habitantes. Según el conteo de INEGI, en el año 2010 la población de la ciudad de Piedras Negras era de 152,806 habitantes. Para el CENSO del 2020 la ciudad cuenta ya con 265,456 habitantes.

### Clima
El clima de la región es semiseco-semicálido. En verano, las temperaturas en esta ciudad superan frecuentemente los 44 °C. En verano ha llegado a alcanzar los 50 °C e invierno ha llegado a -20 °C. La última vez que nevó fue en febrero de 2021.
Según registros de la Comisión Nacional del Agua (CONAGUA), los meses más calurosos son mayo, junio, julio, agosto y septiembre, con una temperatura media entre 35 y 45 °C.
Los inviernos son templados y cálidos, y las nevadas son escasas y pocos frecuentes debido a la ausencia de humedad.
Los meses con mayor precipitación son mayo, junio y septiembre. El período con menos precipitación es de diciembre a marzo, la precipitación promedio mensual es de: 
| Parámetros climáticos promedio de Piedras Negras            | Parámetros climáticos promedio de Piedras Negras | Parámetros climáticos promedio de Piedras Negras | Parámetros climáticos promedio de Piedras Negras | Parámetros climáticos promedio de Piedras Negras | Parámetros climáticos promedio de Piedras Negras | Parámetros climáticos promedio de Piedras Negras | Parámetros climáticos promedio de Piedras Negras | Parámetros climáticos promedio de Piedras Negras | Parámetros climáticos promedio de Piedras Negras | Parámetros climáticos promedio de Piedras Negras | Parámetros climáticos promedio de Piedras Negras | Parámetros climáticos promedio de Piedras Negras | Parámetros climáticos promedio de Piedras Negras |
| Mes                                                         | Ene.                                             | Feb.                                             | Mar.                                             | Abr.                                             | May.                                             | Jun.                                             | Jul.                                             | Ago.                                             | Sep.                                             | Oct.                                             | Nov.                                             | Dic.                                             | Anual                                            |
| ----------------------------------------------------------- | ------------------------------------------------ | ------------------------------------------------ | ------------------------------------------------ | ------------------------------------------------ | ------------------------------------------------ | ------------------------------------------------ | ------------------------------------------------ | ------------------------------------------------ | ------------------------------------------------ | ------------------------------------------------ | ------------------------------------------------ | ------------------------------------------------ | ------------------------------------------------ |
| Temp. máx. abs. (°C)                                        | 37.5                                             | 40.2                                             | 40.4                                             | 42.4                                             | 45.0                                             | 48.6                                             | 47.0                                             | 45.4                                             | 46.5                                             | 39.4                                             | 35.4                                             | 34.5                                             | 48.6                                             |
| Temp. máx. media (°C)                                       | 19.6                                             | 22.0                                             | 26.2                                             | 30.7                                             | 34.3                                             | 37.3                                             | 38.0                                             | 38.4                                             | 35.3                                             | 29.8                                             | 23.4                                             | 20.2                                             | 29.6                                             |
| Temp. media (°C)                                            | 12.2                                             | 14.7                                             | 18.6                                             | 22.9                                             | 27.2                                             | 30.1                                             | 30.8                                             | 31.2                                             | 28.2                                             | 22.8                                             | 16.5                                             | 12.8                                             | 22.3                                             |
| Temp. mín. media (°C)                                       | 4.9                                              | 7.3                                              | 11.1                                             | 15.0                                             | 20.0                                             | 22.9                                             | 23.8                                             | 24.1                                             | 21.1                                             | 15.7                                             | 9.5                                              | 5.3                                              | 15.1                                             |
| Temp. mín. abs. (°C)                                        | -10.0                                            | -9.0                                             | -7.0                                             | -1.0                                             | 2.4                                              | 8.0                                              | 2.0                                              | 15.5                                             | 9.0                                              | -3.0                                             | -7.0                                             | -8.0                                             | -10.0                                            |
| Precipitación total (mm)                                    | 19.1                                             | 16.7                                             | 27.5                                             | 49.6                                             | 69.6                                             | 56.0                                             | 59.3                                             | 52.6                                             | 73.2                                             | 75.2                                             | 69.6                                             | 13.4                                             | 538.1                                            |
| Fuente: Servicio Meteorológico Nacional 28 de junio de 2022 |                                                  |                                                  |                                                  |                                                  |                                                  |                                                  |                                                  |                                                  |                                                  |                                                  |                                                  |                                                  |                                                  |

## Economía

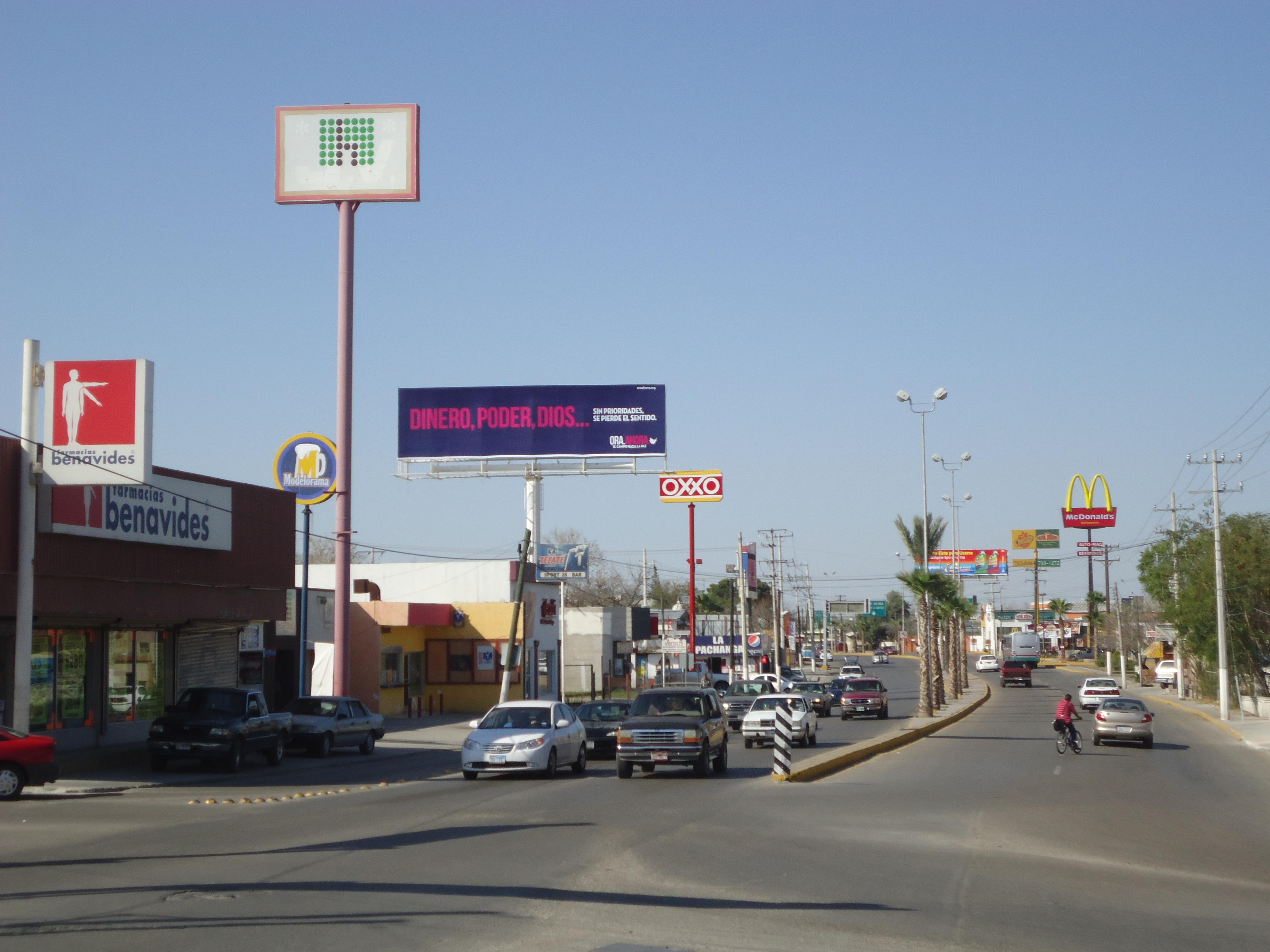
Avenida Román Cepeda Sur

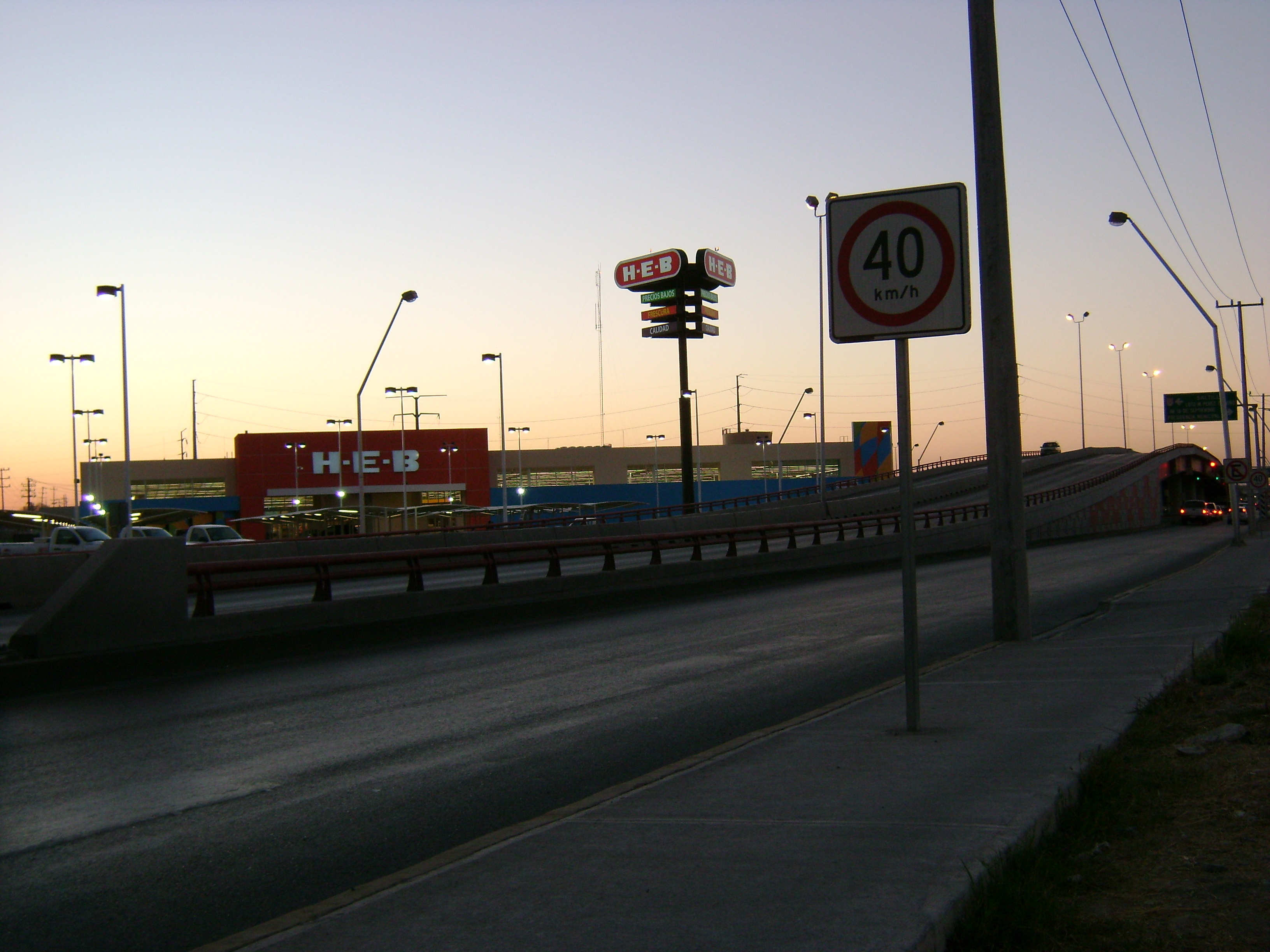
Avenida Román Cepeda Norte

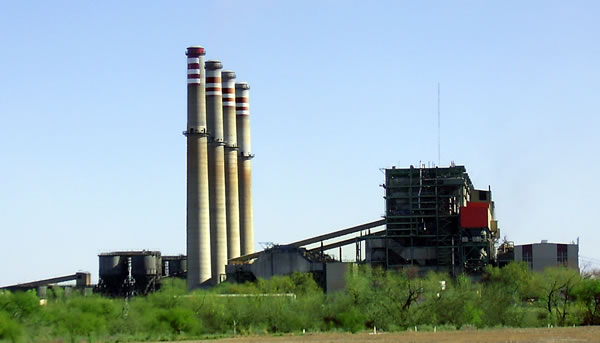
Central termoeléctrica "José López Portillo"

Piedras Negras pertenece a la región económica Norte de Coahuila. Según datos del INEGI, el sector secundario y de servicios ocupan casi la totalidad de la población ocupada, mientras que el sector primario ocupa un porcentaje casi nulo. La industria maquiladora emplea en el municipio a casi 10 000 personas (alrededor del 25% de la Población Ocupada), se dedica principalmente a la manufactura de partes automotrices, componentes electrónicos y textiles.[cita requerida]
En el municipio se encuentran 6 parques industriales, los cuales cuentan con servicios de agua potable, drenaje, energía eléctrica, teléfono y alumbrado público:
- Parque Industrial Río Grande
- Parque Industrial Piedras Negras
- Parque Industrial Amistad Piedras Negras I y II
- Parque Industrial Santo Domingo
- Parque Industrial Airport Business
- Parque Industrial del Norte

- Central Termoeléctrica José López Portillo

La Central Termoeléctrica José López Portillo de la Comisión Federal de Electricidad tiene una capacidad instalada efectiva de 1200 MW en cuatro unidades generadoras de 300 MW cada una. La CTJLP está localizada a de Piedras Negras por la carretera nacional 57 y su infraestructura se puede observar desde distintos puntos de la ciudad de piedras negras siendo un icono del municipio de Nava.
Esta Central está interconectada al Sistema Nacional a través de 2 líneas de 230 kV y 2 líneas de 400 kV las cuales se dirigen hacia Arroyo el Coyote de Nuevo Laredo Tamaulipas y hacia Frontera del Carbón en Ciudad Frontera Coahuila respectivamente.
La Central contrata orgullosamente mano de obra directa e indirectamente de la región en la que se encuentra Piedras Negras, Nava, Morelos y Allende, Coahuila principalmente.
Las características principales de la central son sus sistemas de manejo de carbón, manejo de cenizas de fondo y volante y su sistema de enfriamiento cuya agua es transportada a través de un acueducto desde el Río Bravo hasta su estanque, recorriendo.
La generación anual promedio alcanzada es de 9.200.000 MWH con un consumo de carbón de 5.300.000 t y una disponibilidad superior al 90%.[cita requerida]
- Central termoeléctrica Carbón II

Ubicada en Nava, la Central Termoeléctrica Carbón II es la segunda Central en gran escala construida en México que utiliza el carbón mineral no coquizable como fuente primaria de energía. Forma parte de la Gerencia Regional de Producción Norte y entrega la energía generada al Área de Control Noreste a través de las líneas de transmisión de 400 kV Lampazos I y II, además de un enlace con la subestación Río Escondido en el mismo nivel de voltaje.
La Central cuenta con cuatro unidades generadoras con capacidad de 350,000 kW cada una, para un total de 1.400.000 kW/h. Por lo que es en la actualidad la mayor central termoeléctrica a base de carbón de América Latina.[cita requerida] Anualmente entrega una generación de 10.300.000 MWh.[cita requerida]
- Hendrickson Spring México

Produce muelles para transporte de carga, esta empresa es parte de Hendrickson International dentro de su división suspensiones, a su vez empresa de The Boler Company.
- San Luis Rassini

San Luis Rassini produce muelles multihojas y parabólicas de alto esfuerzo así como resortes enrollados en caliente y barras de torsión para la suspensión de vehículos ligeros y autos, enfocando su producción mayormente al mercado de Estados Unidos así como el marcado nacional de autopartes.

### Mano de obra
La mano de obra está especializada en la rama automotriz, textil y electrónica. La mayor parte de la fuerza laboral pertenece a la CTM, CROC y SUTERM. Según la Encuesta de Salarios del Consejo de Industria Maquiladora de Piedras Negras.[cita requerida]
Según estadísticas IMSS, los trabajadores afiliados del municipio tienen un salario promedio de 4.15 S.M. (Zona C, $45.81), el cual se encuentra relativamente alto en comparación con otras ciudades como Saltillo, con 4.75 S.M. o Torreón, con 3.40 S.M.[cita requerida] Aproximadamente el 20% de la Población Económicamente Activa recibe más de 5 S.M., mientras que un 21%  recibe un ingreso de 3 a 5 S.M. El resto recibe menos de 3 S.M.[cita requerida]

## Infraestructura en transporte
La ciudad está dotada de infraestructura necesaria para el desarrollo de la región y competir a nivel internacional. (cita requerida)

### Transporte terrestre

#### Puentes internacionales

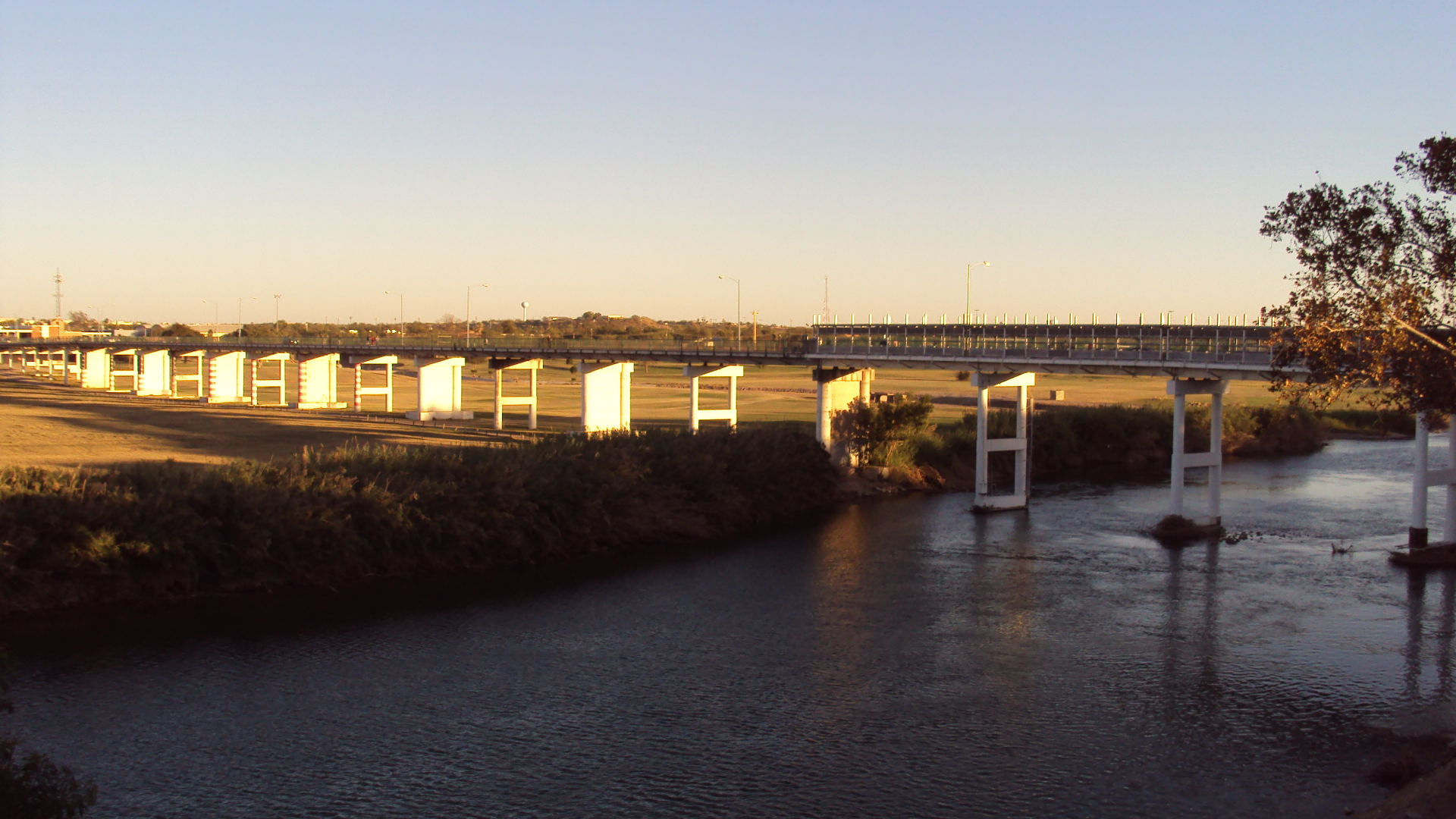
Puente Internacional Piedras Negras I

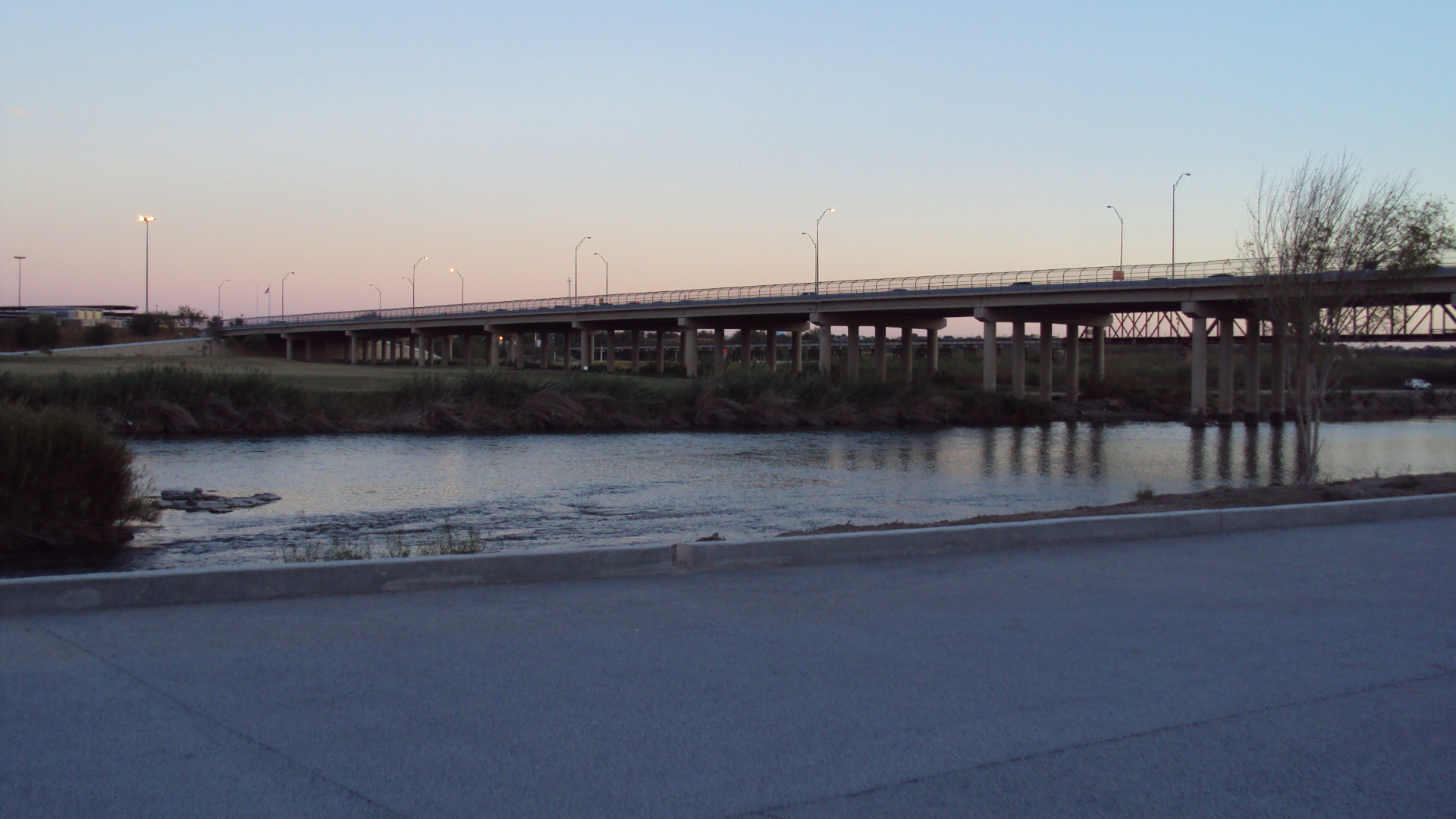
Puente Internacional Piedras Negras II

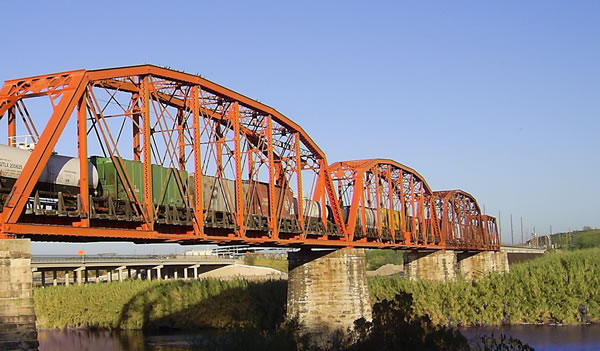
Puente Internacional Ferroviario

Los dos puentes fronterizos ofrecen la ventaja de facilitar el tránsito y disminuir el tiempo de cruce hacia Estados Unidos; en virtud de que Piedras Negras tiene capacidad excedente para dar servicio a la gran cantidad de vehículos que necesitan trasladarse de México hacia el vecino país, o viceversa, en el menor tiempo posible.
- General Carlos Pacheco (Puente Internacional I)

Longitud: 565 m; ancho: 11 m
- Coahuila 2000 - Camino Real (Puente Internacional II)

Este puente conecta a Piedras Negras con Eagle Pass y ha sido calificado por el Congreso de los Estados Unidos como física y logísticamente sin problemas, de acuerdo a su estudio GAO/NSIAD-00-25, convirtiéndolo en uno de los dos puentes internacionales sin defectos que existen a lo largo de la franja fronteriza con México. Longitud: 398 m;  ancho: 25 m.
- Charles Frisby (Puente Internacional Ferroviario)

Tiene un alto de 16”10’, ancho 11”8’, la distancia de andén a andén por ambos lados de la frontera es de 15” y su largo por el lado mexicano es de 580”2’ y por el estadounidense es de 619"8’.

#### Ferrocarriles
El municipio de Piedras Negras cuenta con estación de ferrocarril, la cual se encuentra conectada a la red nacional de ferrocarril, facilitando así el acceso a las fronteras, puertos y ciudades más importantes del país. En esta ciudad, el servicio es proporcionado por la empresa privada Ferrocarril Mexicano (Ferromex).

#### Carreteras federales
- Carretera Federal 57 (Monclova, Saltillo, San Luis Potosí, Querétaro y Ciudad de México)
- Carretera Federal 2 (Ciudad Acuña, Nuevo Laredo, Reynosa y Matamoros)

Distancia en km a otras ciudades
| km  | Ciudad              | km   | Ciudad               | km  | Ciudad          |
| 84  | Ciudad Acuña, Coah. | 182  | Nuevo Laredo, Tamps. | 229 | San Antonio, TX |
| 227 | Monclova, Coah.     | 417  | Monterrey, N.L.      | 359 | Austin, TX      |
| 418 | Saltillo, Coah.     | 1139 | Guadalajara, Jal.    | 540 | Houston, TX     |
| 531 | Torreón, Coah.      | 1229 | México, D.F.         | 669 | Dallas, TX      |

### Transporte aéreo
La ciudad se encuentra cerca del Aeropuerto Internacional de Piedras Negras, ubicado en la ciudad de Nava, en la carretera Piedras Negras-Nuevo Laredo kilómetro 2'5, el cual ofrece siete vuelos semanales a la Ciudad de México y Saltillo, operados por Aeromar.
| Aerolíneas | Destinos              |
| ---------- | --------------------- |
| Aerus      | Monterrey, Nuevo León |

Esta terminal aérea posee servicio de aduana para el despacho de mercancías, servicio de carga, de migración, inspección fitozoosanitaria, cuerpo de rescate y extinción de incendios, alquiler de automóviles y transporte terrestre.

## Educación
Piedras Negras cuenta con la presencia de escuelas en todos los niveles: preescolar, primaria, secundaria, preparatoria, técnica y educación superior. 

### Educación media superior

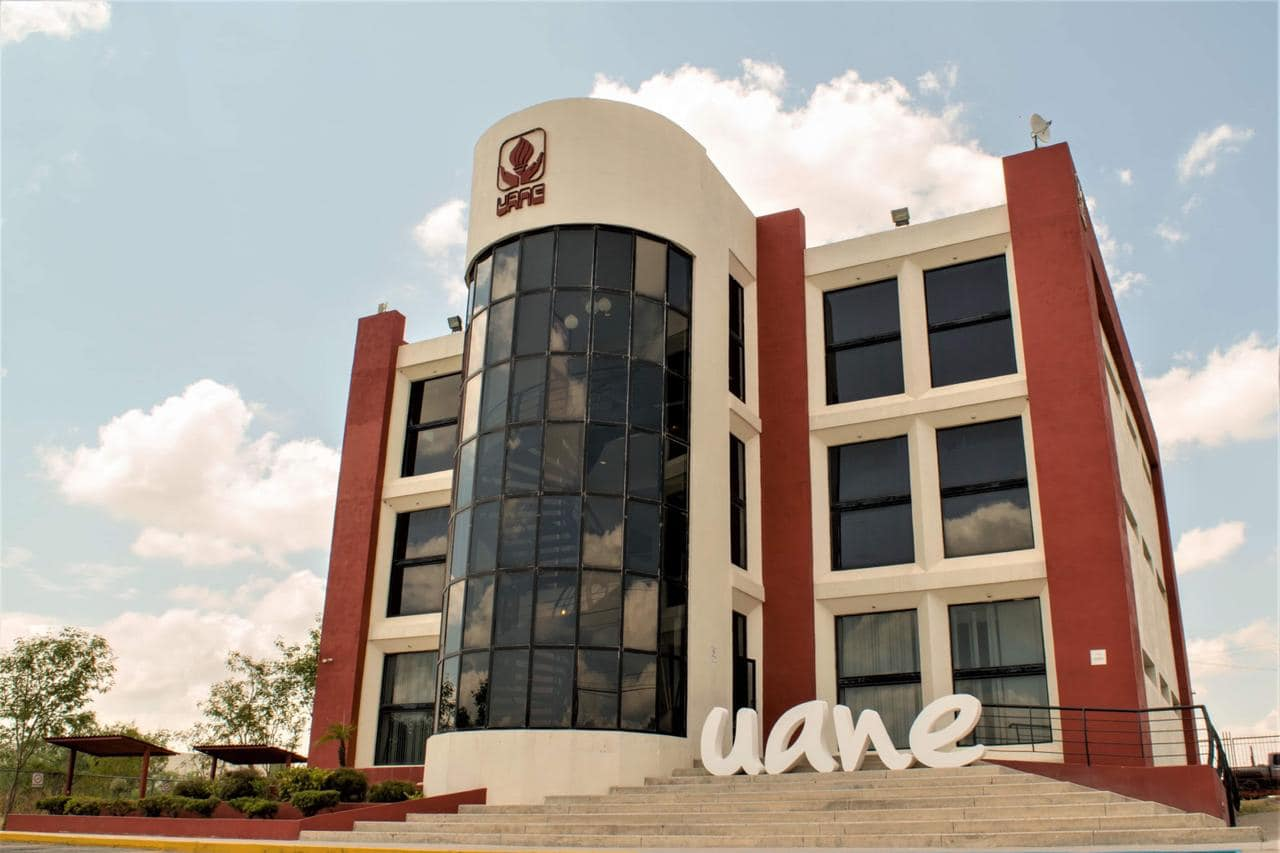
Universidad de Piedras Negras

En el rubro de la educación media superior destacan:
- Bachillerato UANE (Universidad Americana del Noreste)
- Colegio de Bachilleres (COBAC) Heroico Colegio Militar y Del Norte
- Centro de Bachillerato Tecnológico Industrial y de Servicios (CBTis #34)
- Colegio Nacional de Educación Profesional Técnica (CONALEP)
- Colegio de Estudios Científicos y Tecnológicos del Estado de Coahuila (CECyTEC)
- Centro de Capacitación para el Trabajo Industrial (CECATI #111)
- Preparatoria "Luis Donaldo Colosio" (de la Universidad Autónoma de Coahuila)

### Educación superior
En el rubro de la educación superior, las universidades más destacadas son:
- Universidad Autónoma del Noreste (UANE)
- Universidad Autónoma de Piedras Negras (UAPN) www.uapn.edu.mx
- Tecnológico Nacional de México Piedras Negras (ITPN)
- Universidad Autónoma de Coahuila (UAdeC)
- Universidad Tecnológica del Norte de Coahuila (UTNC)
- Universidad Vizcaya de las Américas (UVA)
- Universidad Pedagógica Nacional (UPN)
- Instituto Universitario del Norte (INSUNTE)
- Universidad Politécnica de Piedras Negras (UPPN).

### Educación especial
En el rubro de la educación especial destacan, la Escuela de Educación Especial "Juan José Gómez Ramos", Centro de Atención Múltiple n.º 23 y Centro de Atención Múltiple n.º 34.

## Hospitales
La ciudad de Piedras Negras ofrece servicios médicos de todo tipo, los hospitales más importantes son:
- Hospital General de Zona IMSS #11

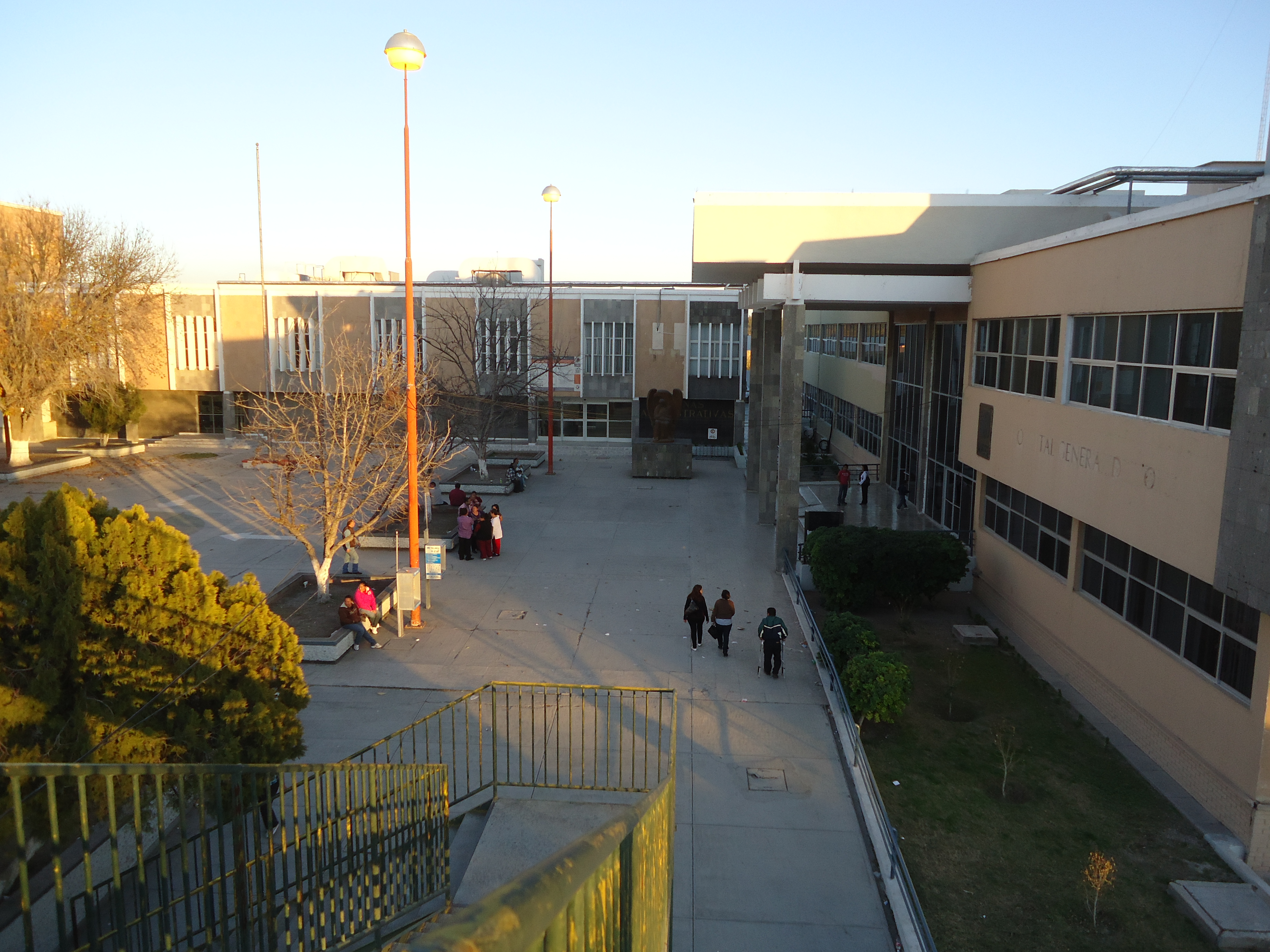
Hospital General de Zona IMSS #11

- Hospital General 'Dr. Salvador Chavarría Sánchez'
- Hospital General de Piedras Negras (Zona Centro)
- Hospital ISSSTE
- Hospital Civil Municipal
- Hospital Magisterio Secc. 38
- Hospital Inglés
- Clínica IMSS #79
- Clínica de Especialistas
- Clínica y Farmacia México
- Clínicia San José
- Clínica Maternidad Lupita
- Sanatorio Médico Internacional
- Cruz Roja Mexicana

## Política
Piedras Negras es la ciudad número uno en abstención en el Estado,[cita requerida] generando en la última elección local,[¿cuándo?] el 39% de la participación electoral. Actualmente su administración Municipal y Gobernador son emanados del PRI, también su diputado federal actual es emanado del PRI, siendo elegido el 5 de junio del 2015 en elección federal. Usualmente los periodos de gobierno municipal eran de 3 años, pero a partir de 2006, todos los municipios de Coahuila tendrán alcaldías con 4 años de duración.
El 7 de julio de 2010 a las 11:05 se confirmó en lo que los medios de comunicación informaban desde momentos antes, que la avioneta tipo piper cheyenne matrícula XB-MPV en la que viajaban el alcalde el Lic. José Manuel Maldonado Maldonado, el Secretario de Obras Públicas del Estado, el Lic. Horacio Del Bosque Dávila, el encargado del Centro de Prevención de Desastres el Ing. Ricardo Garza Bermea, el fotógrafo de la presidencia el Sr. David Chavira, los empresarios Alfonso y Guillermo Ainslie así como el joven William Ainslie y el piloto el Sr. Roberto Rendón habían muerto ya que la avioneta se había precipitado en picada en un área adjunta a la presa La Fragua en el municipio de Jiménez, Coahuila, área que era supervisada por los funcionarios para monitorear los niveles de los ríos debido a los problemas de crecientes que presentaba el municipio de Piedras Negras, al caer la avioneta esta explotó dos veces quedando calcinada casi en su totalidad incluidos sus tripulantes. Debido a este hecho el gobierno quedó provisionalmente en manos del ayuntamiento que encabezó el secretario Hermelo Castillón.
El 15 de julio de 2010 se recibió la orden del Congreso de Coahuila de Zaragoza donde se indicaba que el sucesor del fallecido Lic. José Manuel Maldonado Maldonado sería el C.P. Óscar Fernando López Elizondo, quien tomó posesión del cargo ese mismo día en una ceremonia en la sala de cabildo del Ayuntamiento, él deberá desempeñar esa responsabilidad hasta diciembre de 2013.
En el 2015 se realizó en el congreso del estado una reforma política para volver a hacer de 3 años el periodo de los alcaldes en todo el estado a partir del 2019 es por eso que en el 2017 habrá elección para elegir nuevos alcaldes pero este solo gobernara por un periodo constitucional que será del 1 de enero del 2018 al 31 de diciembre del 2018 es decir solo un año, cabe aclarar que los alcaldes electos a partir del 2017 tendrán derecho a reelección para el período constitucional inmediato.

## Turismo

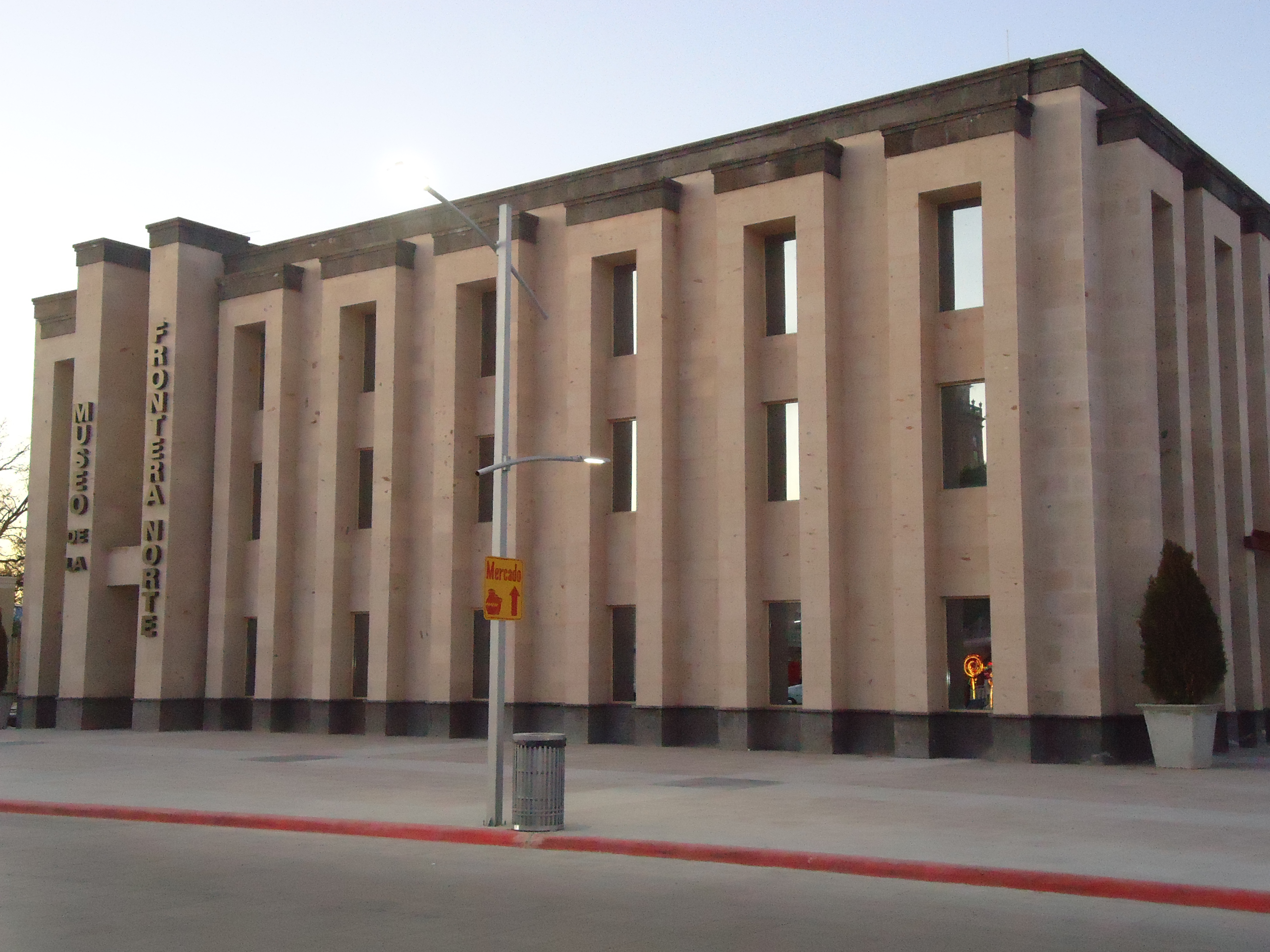
Museo de la Frontera Norte

Un punto interesante para el turismo, es el centro histórico, pues en el se encuentran edificios que conjugan la historia y la modernidad de esta ciudad. Ahí se encuentra el Santuario de Nuestra Señora de Guadalupe y el mercado de la esquina, por parte de la historia, y por otra parte el Museo de la Frontera Norte, el Auditorio José Vasconcelos, el Museo del Chapulín, enclavados en edificaciones de gran legado histórico para la comunidad.

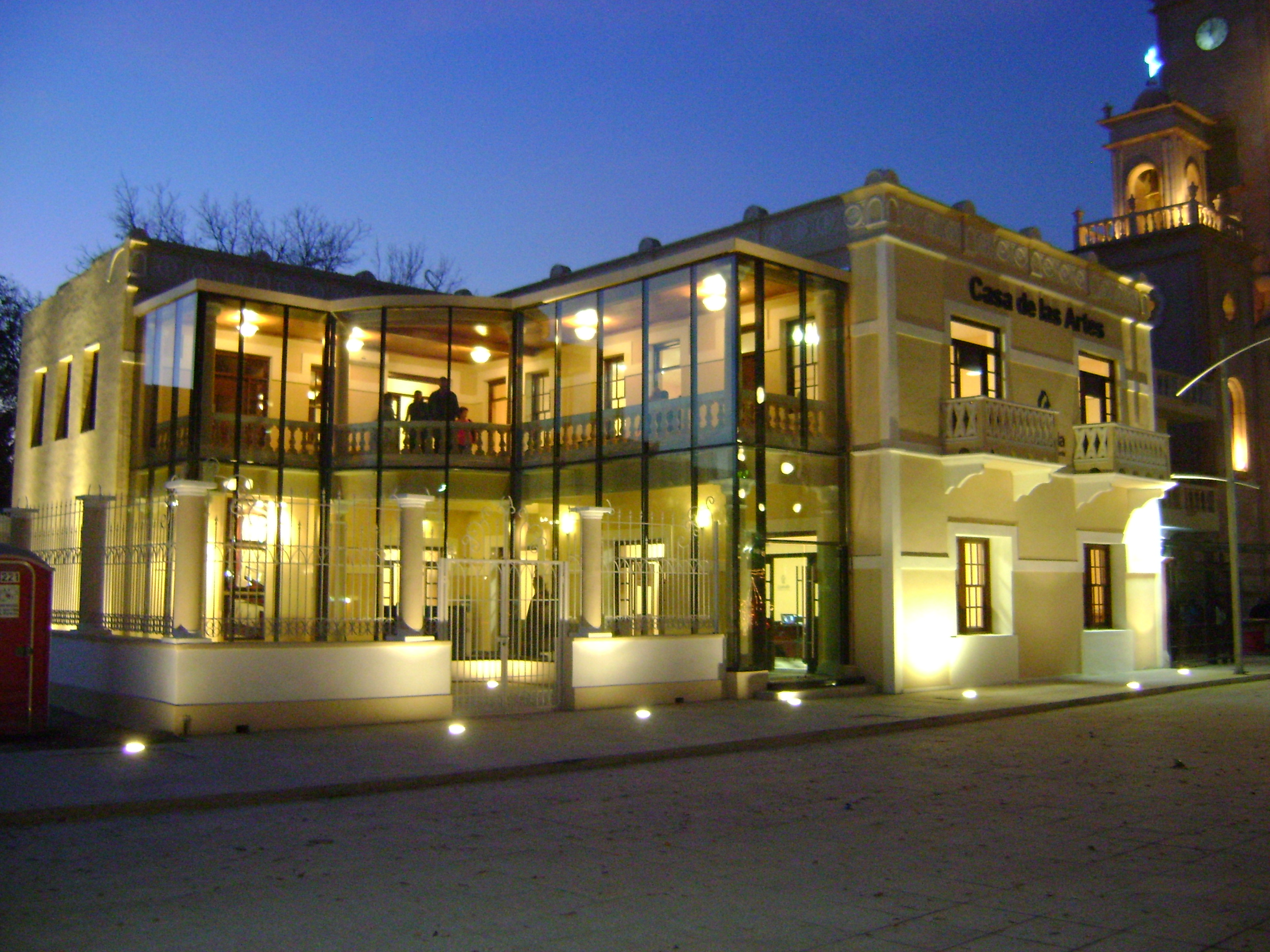
Casa de las Artes, dentro del complejo turístico de la 'Gran Plaza'

### Recintos culturales
- Centro Cultural Multimedia 2000
- Casa de las Artes[12]
- Casa de la Cultura
- Infoteca[13]
- Plaza de las Culturas
- Macroplaza I
- Gran Plaza[14]
- Centro de Desarrollo Comunitario Ejido Piedras Negras
- Centro de Desarrollo Comunitario Col. Presidentes
- Centro de Desarrollo Comunitario Col. Doctores
- Centro de Desarrollo Comunitario Col. Lázaro Cárdenas
- Centro de Desarrollo Comunitario Col. Acoros
- Espacios 'Poder Joven'
- Librería Educal / CONACULTA

### Museos
- Museo de la Frontera Norte.
- Museo del niño "El Chapulín".
- Museo del Giroscopio  (en la Pirámide del Sol de plaza de las culturas).

### Teatros

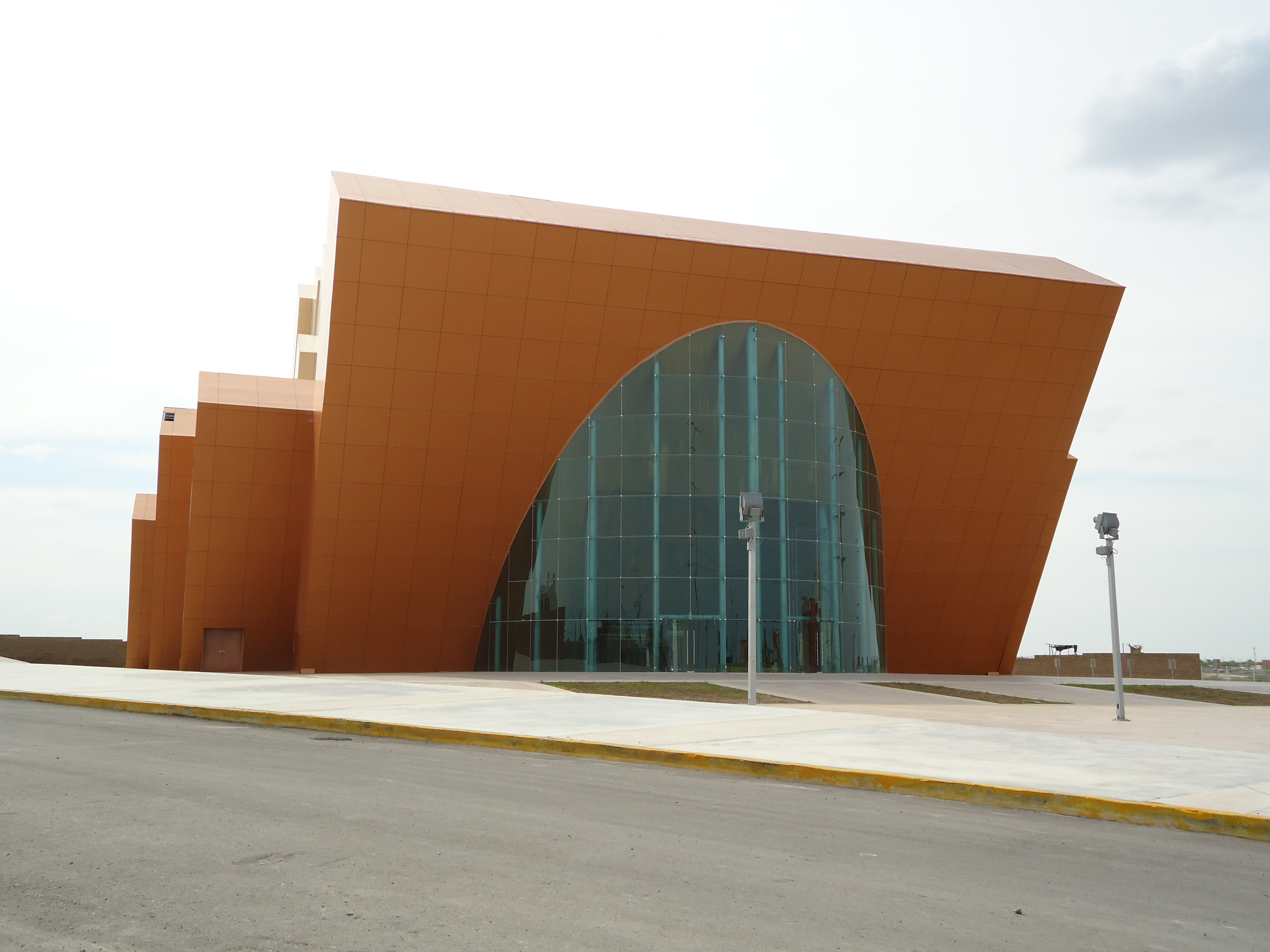
Teatro de la ciudad de Piedras Negras

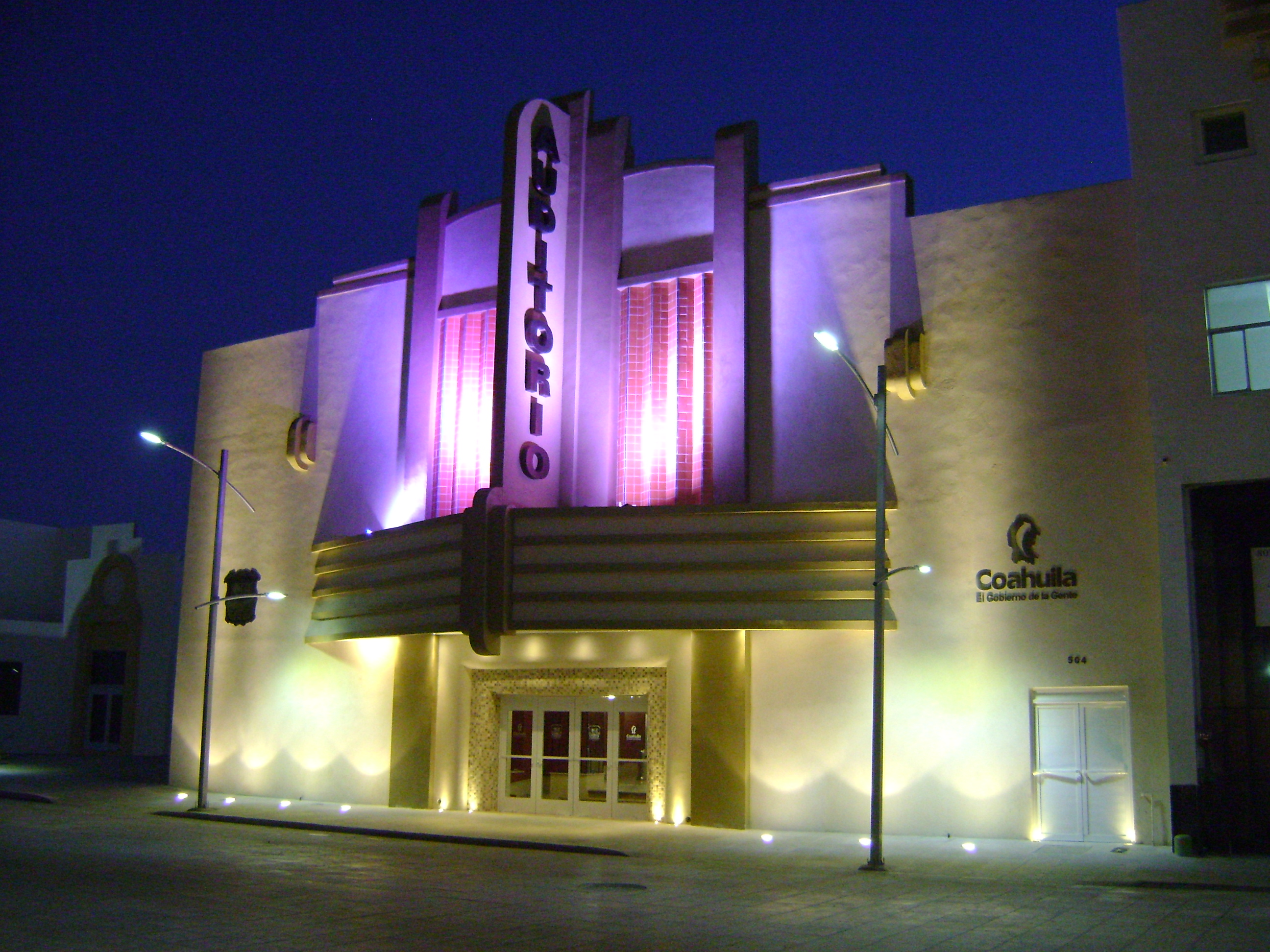
Auditorio 'José Vasconcelos'

- Teatro de la Ciudad 'José Manuel Maldonado Maldonado'[15]
- Teatro del IMSS (Hospital General de Zona #11)
- Teatro 'Fernando Martínez Ortíz' (Centro Cultural Multimedia 2000)
- Teatro al aire libre 'Gran Plaza'
- Concha Acústica (Macroplaza I)
- Auditorio 'José Vasconcelos'[12]
- Auditorio 'CTM'

### Recintos históricos
- Plaza de Toros Monumental 'Arizpe'
- Antiguo Hotel del Ferrocarril
- Hotel Coahuila
- Santuario de Nuestra Señora de Guadalupe, como un edificio histórico de la ciudad y dedicado a la Virgen de Guadalupe ha sido el recinto religioso más importante de la ciudad al igual que la Catedral de los Mártires Cristeros
- Casa Redonda o Mestranza (lugar donde se construían cañones constitucionalistas)
- Presidio Militar de Monclova Viejo (1773)
- Antigua Hacienda de San Isidro
- Edificio Casa de las Artes
- Edificio de Telégrafos y Correos
- Edificio de la Aduana Fronteriza
- Edificio Antigua Presidencia Municipal (Museo de la Frontera Norte)
- Edificio de la antigua escuela Secundaria Federal Benito Juárez (actual UAPN)
- Edificio del antiguo Teatro Apolo

### Monumentos

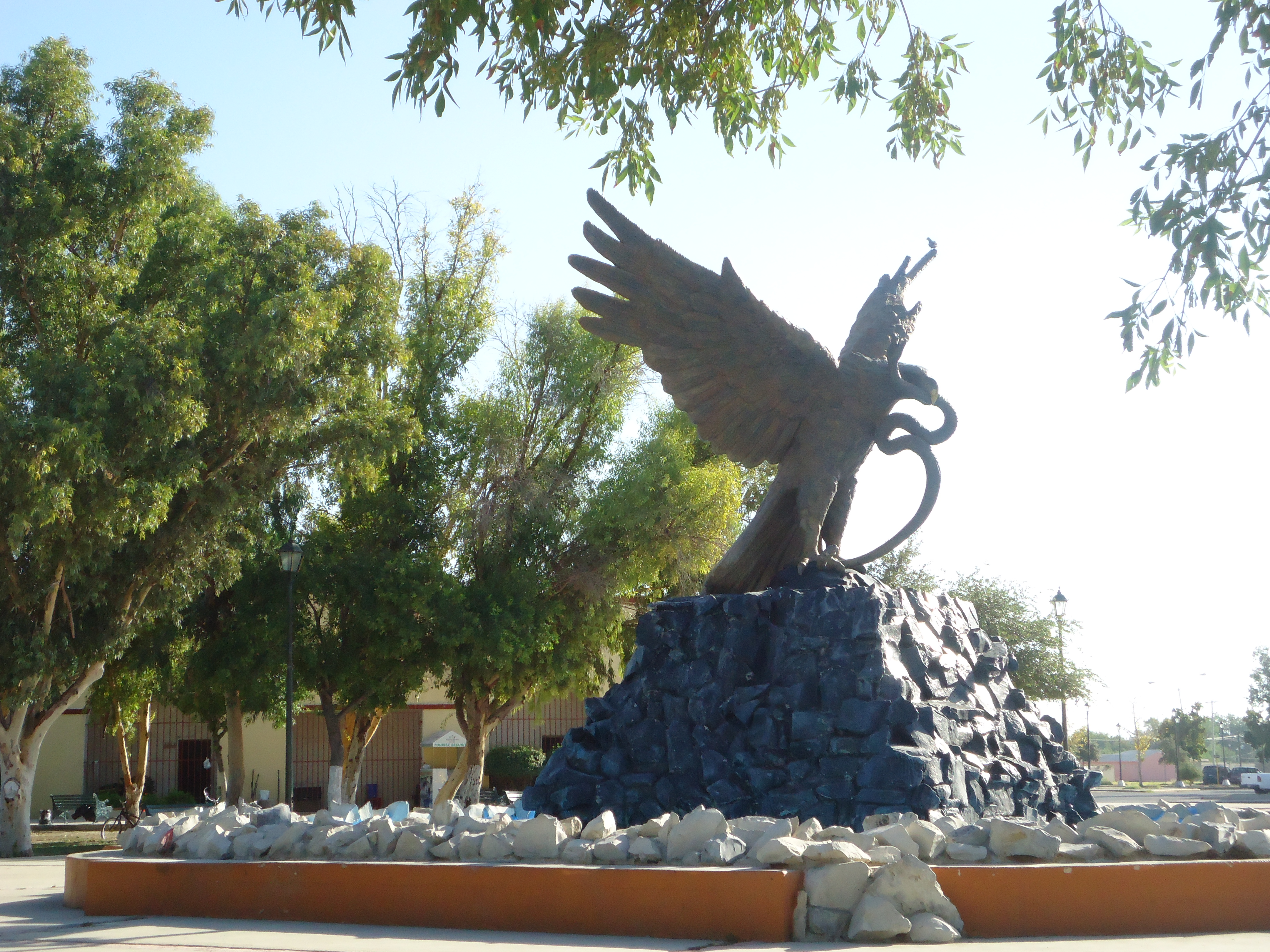
Monumento al Águila / Escudo Nacional (Macroplaza I)

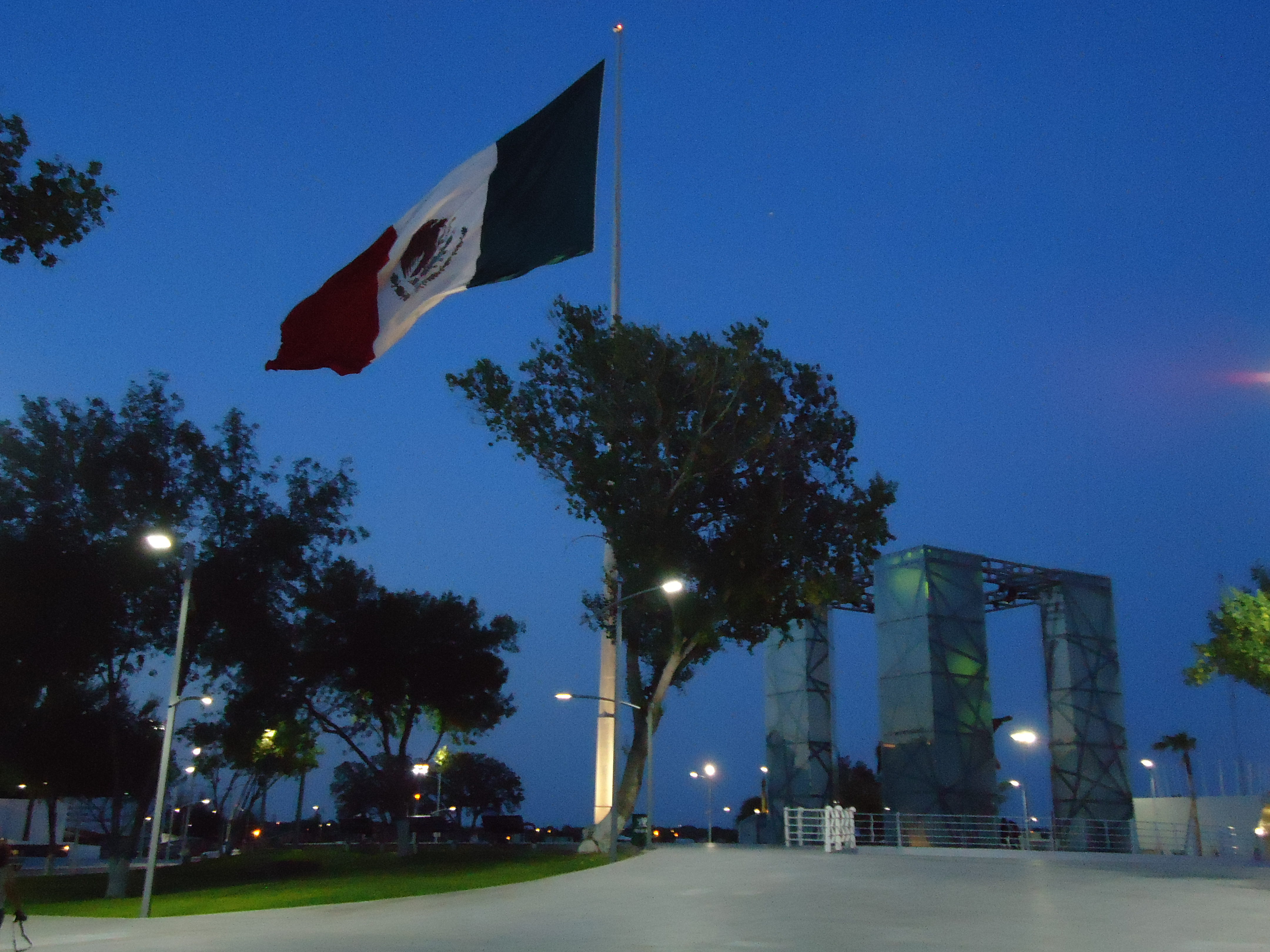
Bandera Monumental en la 'Gran Plaza', reconocida por Guinness como la más grande del mundo.

- Monumento a Venustiano Carranza (Boulevard Carranza)
- Monumento a los Niños Héroes de Chapultepec (Macroplaza I)
- Monumento a Benito Juárez (Macroplaza I)
- Monumento al Águila / Escudo Nacional (Macroplaza I)
- Monumento a los Héroes de Coahuila (Bulevar Centenario y Bulevar Carranza)
- Monumento al Venado Cola Blanca (Carretera 2 y Carretera 57)
- Monumento a Miguel Hidalgo (Plaza Tecnológico)
- Monumento a Manuel Pérez Treviño (Libramiento Pérez Treviño)
- Monumento a la Libertad / Golondrinas (Gran Plaza)
- Monumento a las víctimas de la inundación del 04/04/04 y el tornado del 24/04/07 en Villa de Fuente
- Fuente Danzante Musical (Plaza de las Culturas)
- Pirámide del Sol (Plaza de las Culturas)
- Pirámide de los 365 Nichos (Plaza de las Culturas)
- Pirámide de Chichen Itzá (Plaza de las Culturas)
- Monumentos a la cultura Maya, Azteca y Olmeca (Plaza de las Culturas)
- Asta Bandera Monumental 'Puente Internacional II' (50 m)
- Asta Bandera Monumental 'Gran Plaza' (120 m)[17]
- Monumento al H. Cuerpo de Bomberos (Libramiento Fausto Z. Mtz)[18]

### Centros religiosos

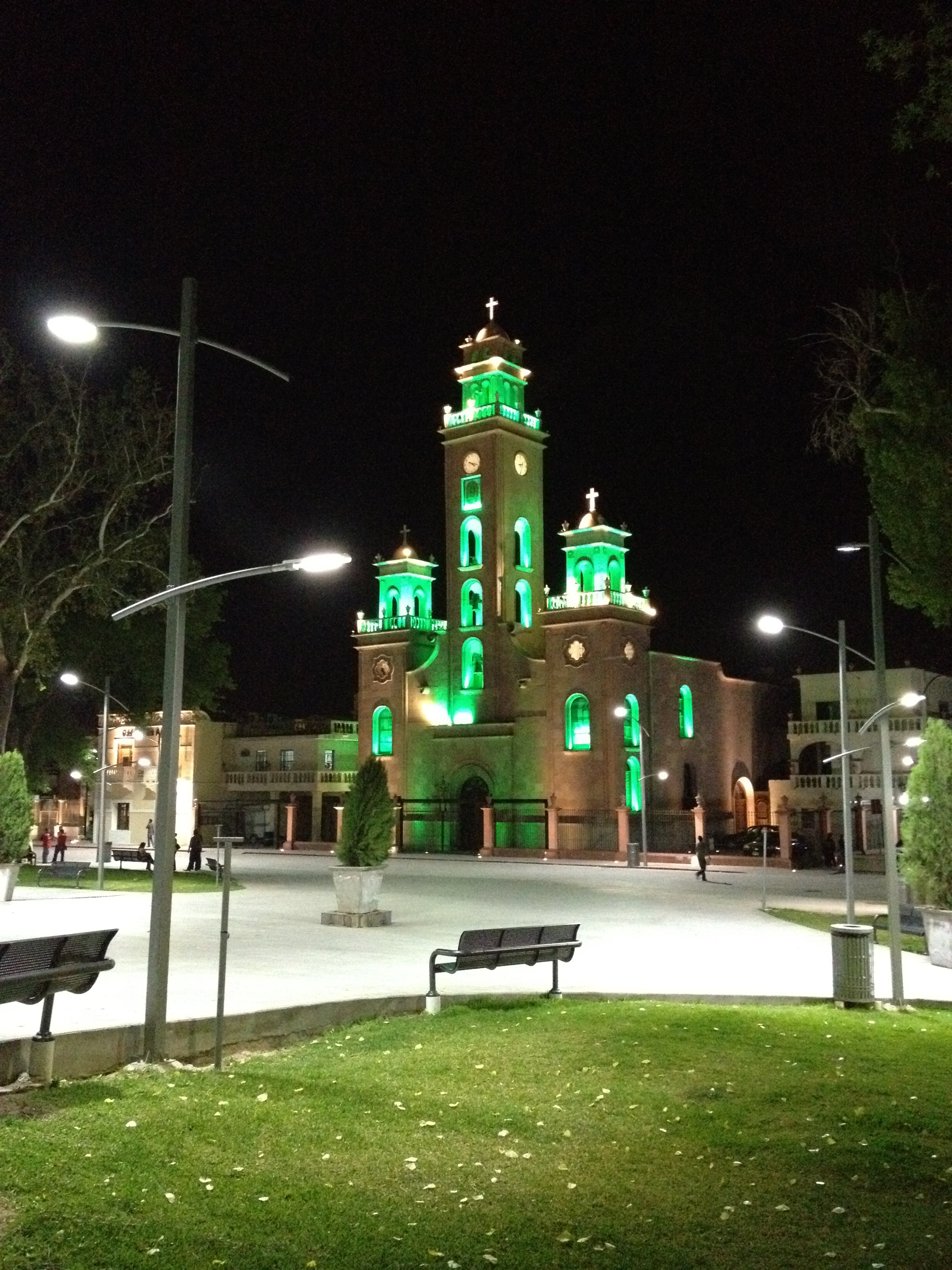
Santuario de Nuestra Señora de Guadalupe

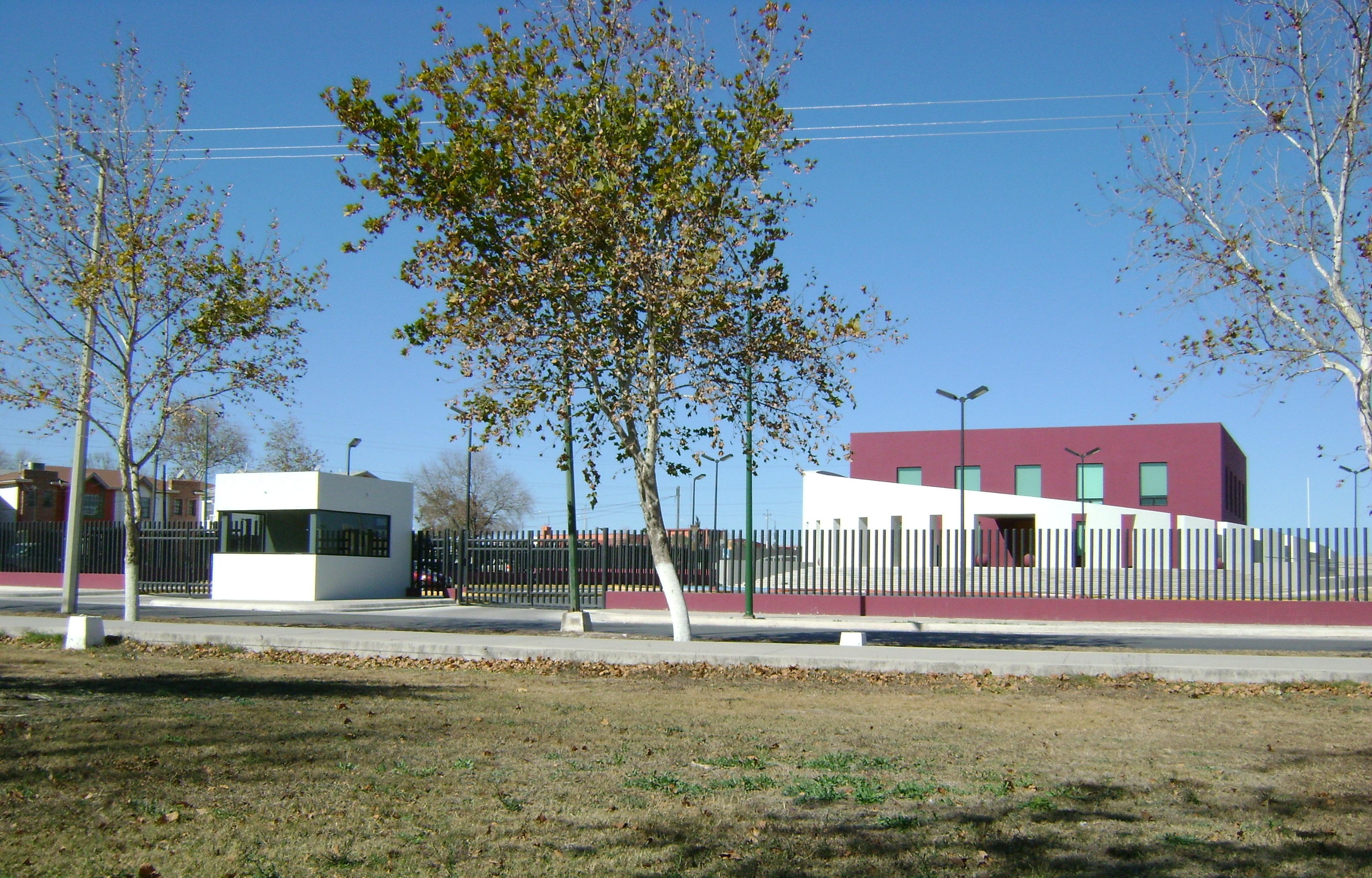
Obispado de Piedras Negras

### Católicos
- Catedral de Piedras Negras (Diócesis de Piedras Negras)
- Obispado de Piedras Negras
- Santuario de Nuestra Señora de Guadalupe
- Parroquia de Cristo Rey
- Parroquia de Nuestra Señora de San Juan de Los Lagos
- Parroquia de La Sagrada Familia
- Parroquia de San Antonio de Padua
- Parroquia del Sagrado Corazón de Jesús (Colonia Bravo)
- Parroquia del Sagrado Corazón de Jesús (Sector Villa de Fuente)
- Parroquia de Nuestra Señora del Perpetuo Socorro
- Parroquia de Nuestra Señora del Carmen
- Rectoría de Nuestra Señora de Fátima
- Rectoría San Martín de Porres

### Protestantes y de otras denominaciones cristianas
- Iglesia Metodista de México "San Pablo”, “Aleluya”, “Rey de Reyes”, entre otras
- Fuentes de Agua Viva
- Centro de Alabanza
- IIglesia Anglicana de México "El Buen Pastor" y "La Resurrección"
- La Iglesia de Jesucristo de los Santos de los Últimos Días
- Iglesia Bautista Fuente de Vida
- Iglesia de Cristo en Colonia Buena Vista.

### Centros deportivos
- Club deportivo Venados
- Estadio Piedras Negras
- Estadio Sección 123
- Gimnasio "Santiago V. González"
- Gimnasio Municipal 'Beto Estrada'
- Centro Acuático de Piedras Negras
- Macroplaza II
- Paseo del Río
- Unidad Deportiva 'Santiago V. González'
- Unidad Deportiva 'Guadalupe Rivas'
- Unidad Deportiva 'MICARE'
- Unidad Deportiva 'Víctor M. Rueda'[19]

### Parques y plazas

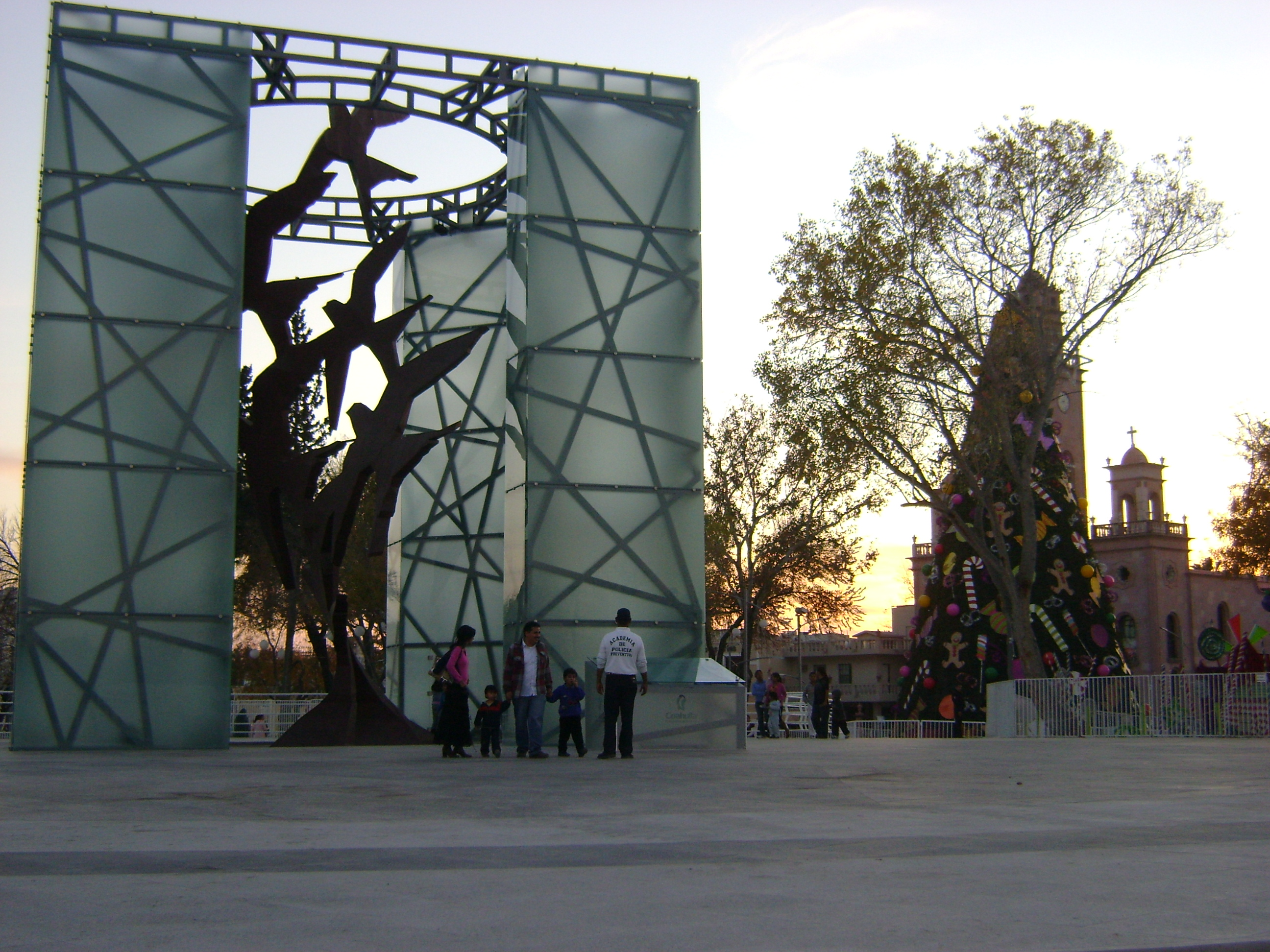
Gran Plaza

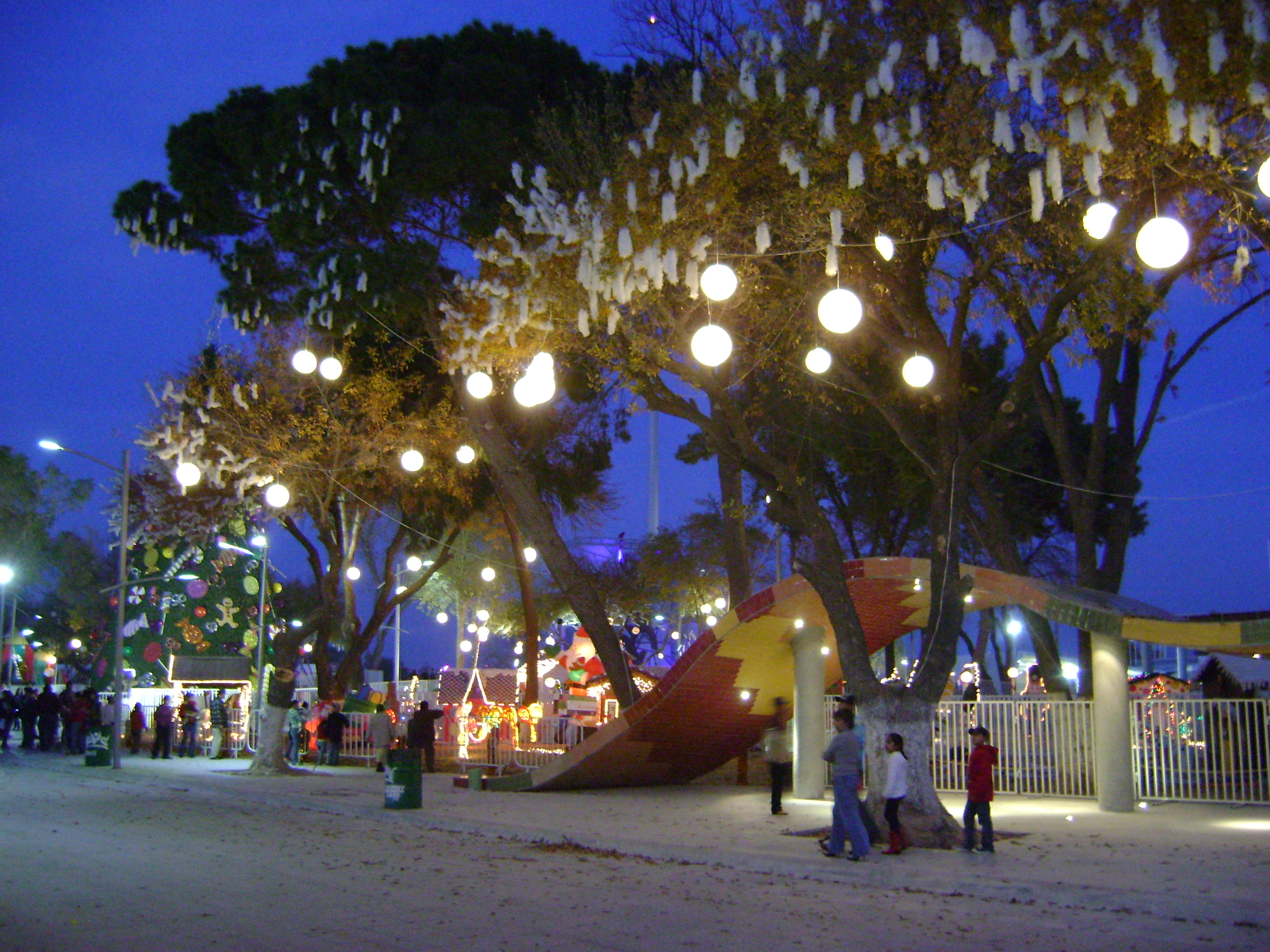
Gran Plaza (diciembre de 2010)

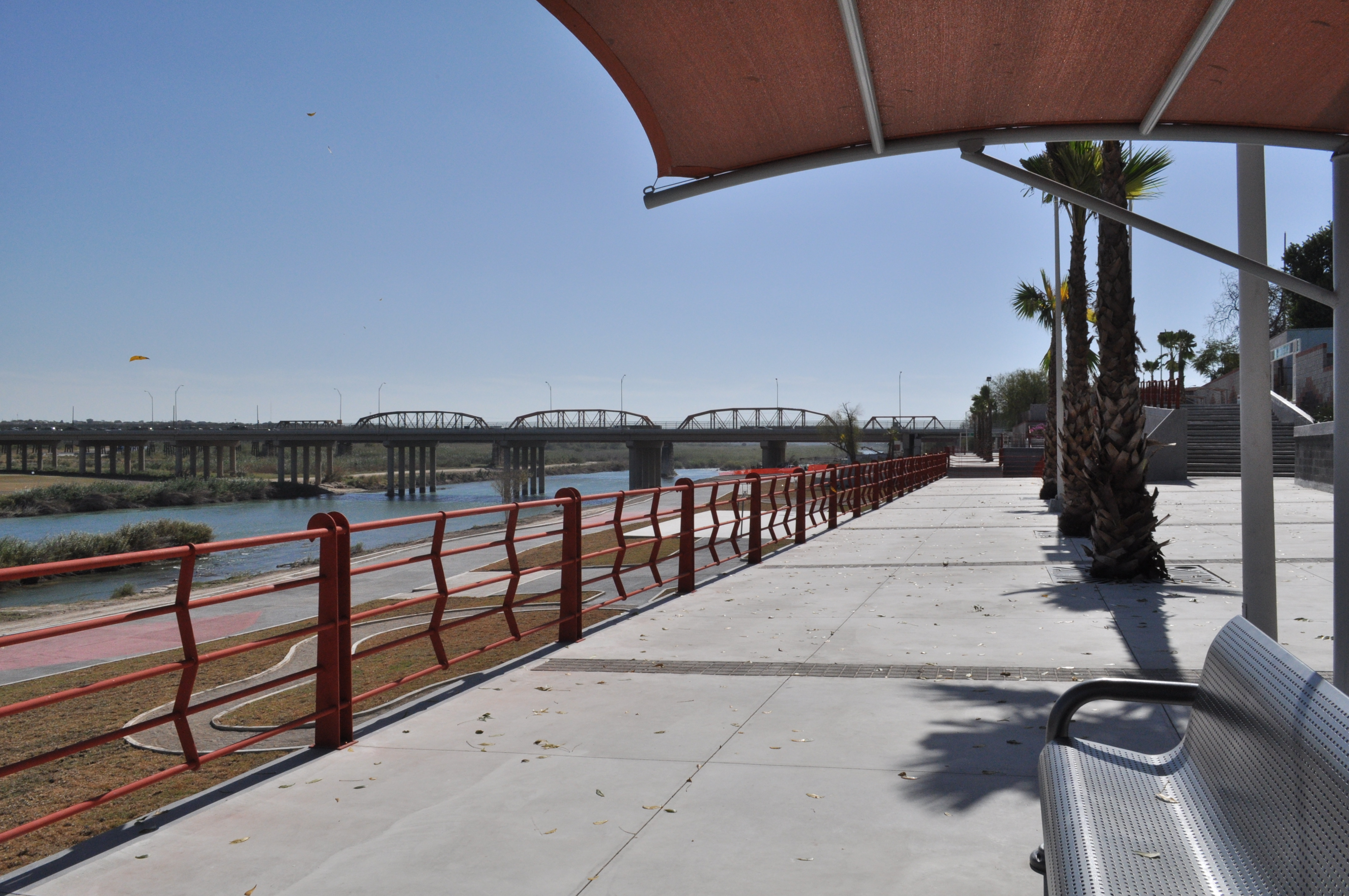
Paseo del Río, ganador del Premio CEMEX 2011 como mejor obra de impacto social.

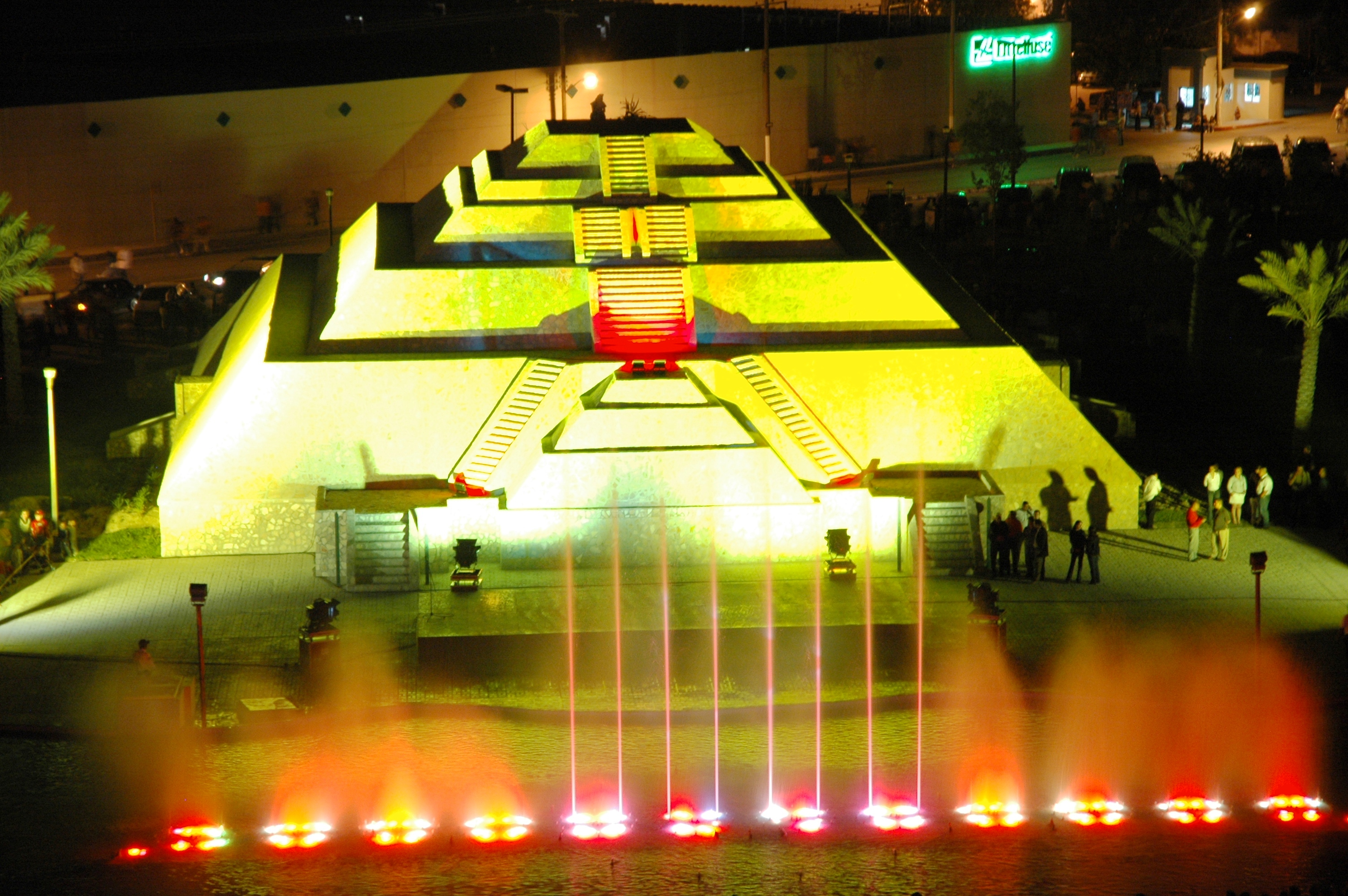
Plaza de las Culturas

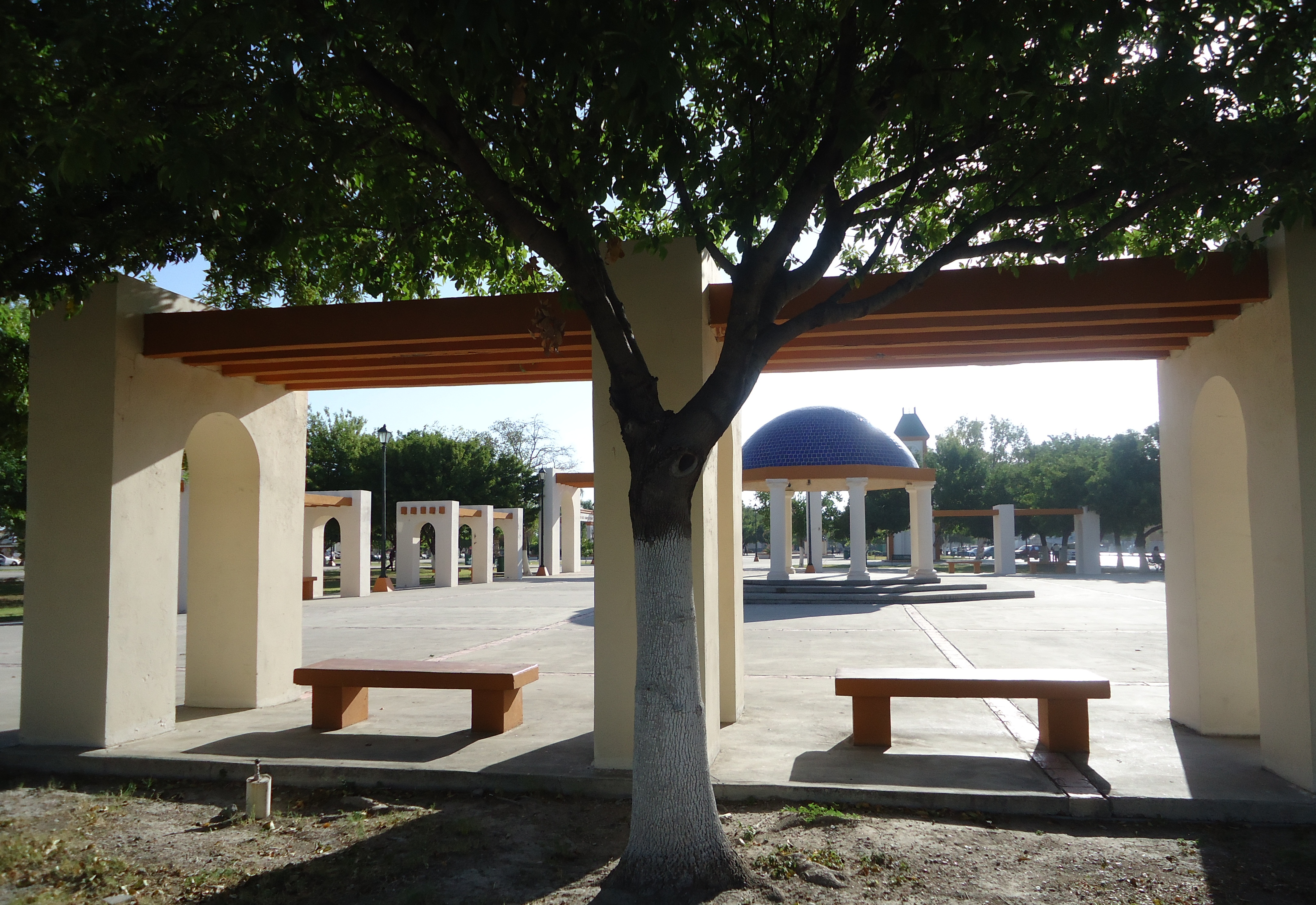
Macroplaza I

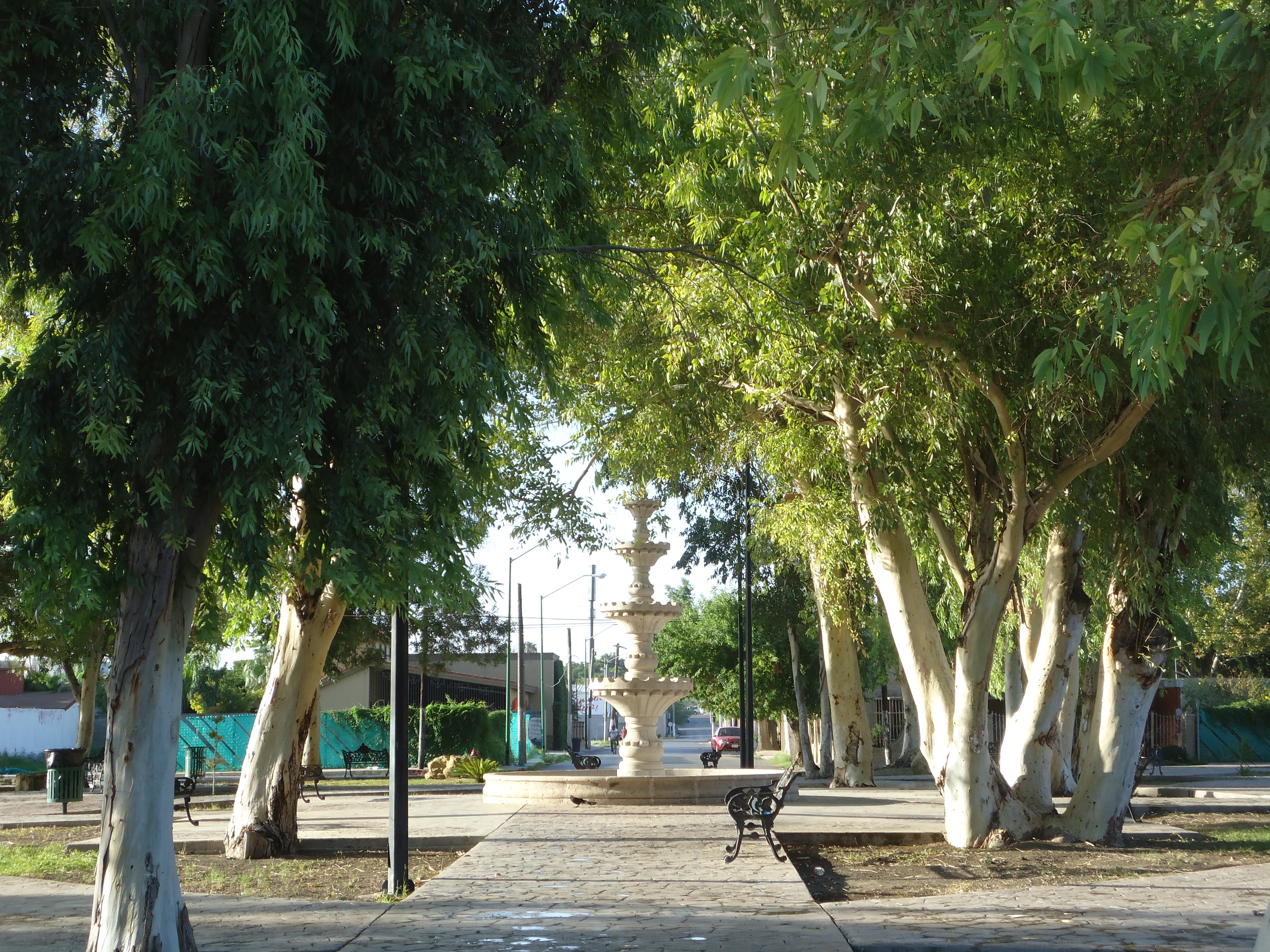
Plaza "Tepic"

- Gran Plaza: Inaugurada el 8 de diciembre de 2010, en un ambiente de celebración, donde estuvieron presentes alrededor de 50 mil personas, emblema de la ciudad, se construyó sobre una superficie de 36 mil metros cuadrados y se equipa con más de seis mil de áreas verdes. Su construcción dio empleo directo a 600 personas, sin contar las fuentes de trabajo indirecto. Con una inversión de alrededor de 150 millones de pesos, se edificó este lugar de recreación y paseo de las familias nigropetenses y visitantes, a un costado del Puente Internacional número I, entre esta ciudad e Eagle Pass, Texas. Cabe resaltar que aledañas a la Gran Plaza se encuentran diversas obras como el Museo de la Frontera Norte, Museo del Niño, Casa de las Artes, Asta Bandera (la más grande de América), Auditorio e Infoteca. La Gran Plaza se ubica donde anteriormente estaba la Plaza de los Héroes, justo frente al Puente Internacional I, en el centro de la ciudad.
- Paseo del Río: Corredor ecológico-turístico en el que se invirtieron 33 millones de pesos. Ubicado en el centro de la ciudad, tiene más de un kilómetro de longitud y está comprendido entre los dos puentes internacionales y que se integra a "Gran Plaza" a través de escalinatas y un elevador. Resalta la imagen al Río Bravo, Áreas Verdes, Canchas de Basketball y un muro de contención.
- Plaza de las Culturas: Como un homenaje a las culturas prehispánicas de México, se construyó esta obra que representa una mezcla de culturas tales como maya, azteca y olmeca. La Plaza de las Culturas cuenta con réplicas a escala de la "Pirámide del Sol" (Principal), "Pirámide de los 365 Nichos" y la "Pirámide El Castillo" (Pirámide de Chichen Itzá); además, el recinto también cuenta con un Planetario, Museo, Fuente Danzante Musical, Edificio Cultural, Área de Juegos Infantiles, Estatua de Cuauhtémoc, Estatua de Ofrenda Indígena, Área Verde, Área Pictórica con 36 murales, Explanada, 24 esculturas de la Cultura Maya, Olmeca y Azteca, así como locales comerciales. La Plaza de las Culturas se ubica a escasos metros del Puente Internacional II, sobre el Libramiento Sur.
- Macroplaza I: Uno de los principales atractivos turísticos de la ciudad, en la macroplaza se cuentan con instalaciones e infraestructura suficiente para la práctica de diferentes actividades al aire libre. Aquí se pueden encontrar: Concha Acústica, Águila de los Fundadores, Monumento a los Fundadores, Monumento al descubrimiento de América, Monumento a los Niños Héroes de Chapultepec, Kioscos, La Torre del Reloj y Áreas Verdes. La Macroplaza I se ubica justo frente a la Presidencia Municipal, sobre la Avenida 16 de septiembre.
- Macroplaza II: Esta plaza se construye debido a la gran demanda de áreas de esparcimiento en la década de los 90's, dentro del complejo podemos encontrar: Áreas Deportivas (Canchas de fútbol, fútbol americano, voleibol, baloncesto y béisbol), Área de Juegos Infantiles, Gimnasio, Áreas Verdes, Venta de aperitivos (entre ellos el famoso platillo local "Nachos"). La Macroplaza II se ubica seguida de la Macroplaza I, sobre la Avenida 16 de septiembre.
- Bosque Urbano "El Vergel": Inaugurado el 1 de abril del año 2010, en esta área recreativa fueron plantados más e 400 árboles que fueron removidos de camellones de avenidas y bulevares, por lo que este sitio puede considerarse un pulmón de la ciudad donde las familias pueden convivir y estar en contacto con la naturaleza. Este tradicional parque se amplió de 1'2 a 4 ha mediante acciones de limpieza, rehabilitación de juegos infantiles, asadores, instalación de bancas, reforestación y sistema de alumbrado. El Parque Urbano "El Vergel" se ubica en las vegas del Río Escondido, a la altura del sector Villa de Fuente.
- Plaza Villa de Fuente: Principal centro de esparcimiento de Villa de Fuente, el recinto fue reconstruido para los Villafontinos a finales del 2007 tras ser destruido por un tornado. La plaza actualmente cuenta con un emblemático monumento en honor a las personas fallecidas por el tornado y por la inundación ocurrida en el año 2004 debido a la creciente de los ríos, además, la plaza tiene Áreas Verdes y un Kiosko. El parque cuenta con locales comerciales a su alrededor y frente a ella se ubica la Parroquia de Villa de Fuente, principal centro religioso de dicha área.
- Plaza Tecnológico: Esta plaza se ubica en el residencial tecnológico y es de reciente creación, alberga la enorme Cabeza de Miguel Hidalgo, la cual estuvo durante muchos años en lo que es actualmente el Hotel Quality Inn, además, alberga el monumento a Benito Juárez, y frente a ella se ubica el Obispado de Piedras Negras.
- Plaza de la Colonia Roma: Es una pequeña plaza ubicada frente a la Parroquia de Nuestra Señora de San Juan de los Lagos, recién remodelada y en perfectas condiciones para disfrutar de la tranquilidad dentro de la ciudad. La plaza está rodeada de un ambiente bohemio y familiar, perfecta para una buena caminata, acompañada de una buena charla.
- Plaza de los Recuerdos: Sin fecha de construcción, este recinto se ubicará en el sector de acoros y albergará todas aquellas esculturas y monumentos retirados de la antigua Plaza de los Héroes (hoy la Gran Plaza). Esta plaza será una obra del gobierno municipal y estatal a beneficio de ese sector de la ciudad, el cual carece de este tipo de espacios.
- Otras: Plaza "28 de junio", Plaza "Las Fuentes", Plaza "Tepic", entre otras.

### Zonas comerciales

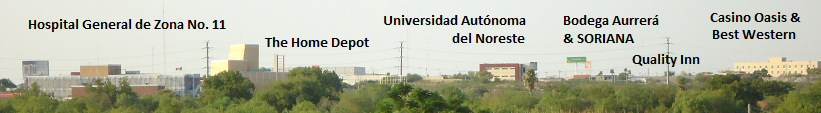
Área comercial al sur de la ciudad

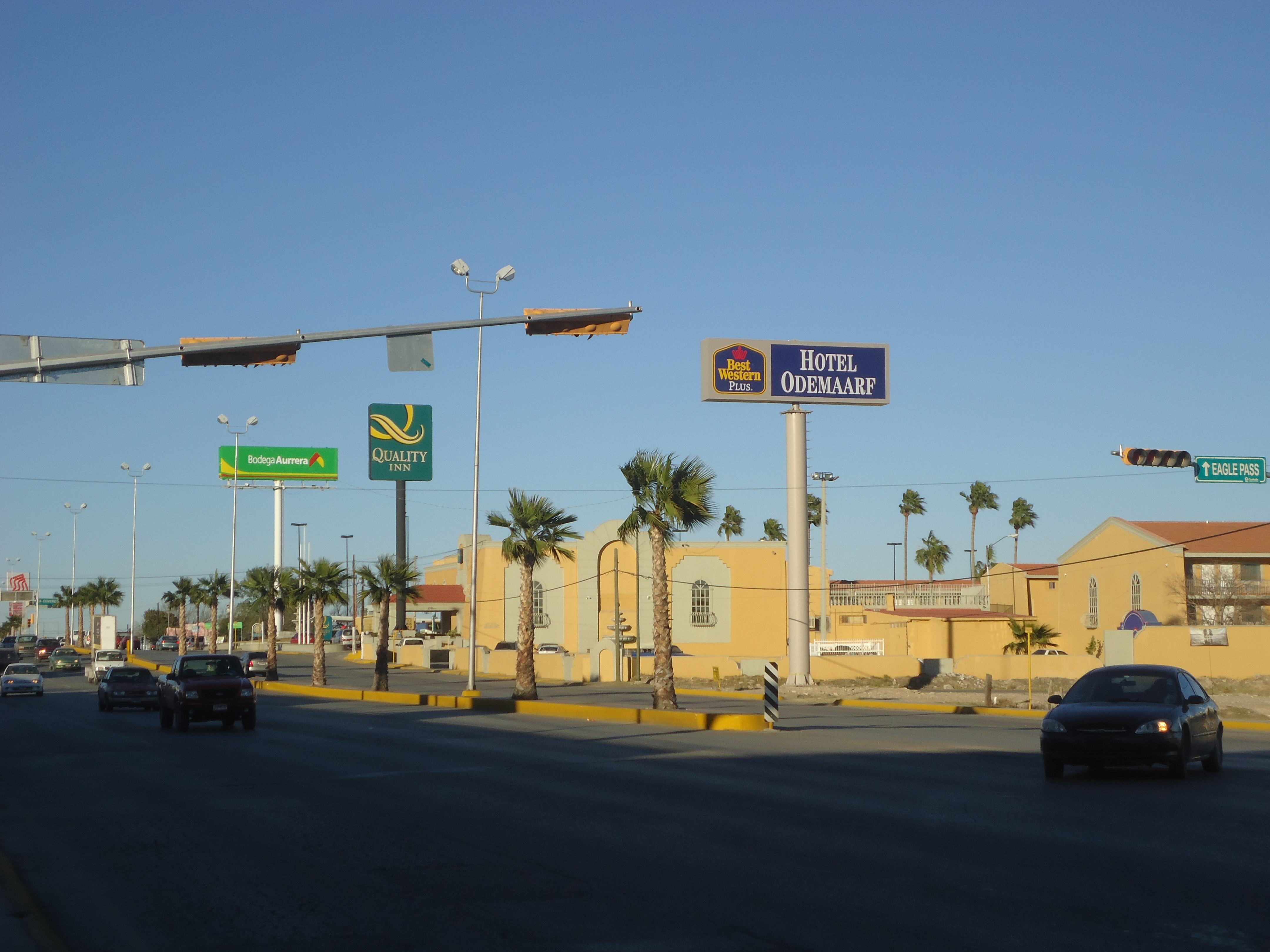
Zona hotelera y comercial sobre la avenida Lázaro Cárdenas

### Centros comerciales
- Soriana Piedras Negras (dentro de esta plaza se encuentran Coppel Canada, Famsa, Banco Azteca, AT&T, Pizza DePrizza, La Perla Mercería y demás establecimientos y restaurantes locales).
- Plaza Fiesta Las Fuentes (dentro de esta plaza se encuentran  Walmart Fuentes Piedras Negras, Coppel Las Fuentes, Banorte Las Fuentes, Farmacias Benavides, Fundación Dónde y demás restaurantes y establecimientos locales).
- Plaza Inova (dentro de esta plaza se encuentran Cinemex, Subway, Starbucks, Hampton Inn by Hilton Piedras Negras, HSBC, Infonavit, Agencia Cadillac Buick GMC Piedras Negras, AT&T, Muebleria Gala, Super Colchones, Helados Sultana, Farmacias Benavides, Administración Fiscal del Estado de Coahuila, Secretaría de Infraestructura, Desarrollo Urbano y Movilidad, Birminhan Institute,  Farm Ville, Free Roll, Tensai Sushi & Bar, Manhattan Pizza, MX Bistro, Caprichos Pasteles, London Music House, Casas Manter y Universidad Vizcaya de las Américas).
- Vía Plaza Pérez Treviño (Coppel).
- Waltmar Fuentes Piedras Negras.
- Soriana Hiper.
- Soriana Super.
- City Club.
- Bodega Aurrera (Bodega Aurrera Piedras Negras y Bodega Aurrera Tecnológico).
- HEB Piedras Negras.
- Súper Centro Comercial Gutiérrez (Gutiérrez Don Bosco, Gutiérrez Del Real y Gutiérrez Plaza).
- Súper Centro Comercial El Mirador (Mirador Centro, Mirador Las Fuentes y Mirador Villas).

## Fiestas y tradiciones
- Bike Fest (mayo y junio)
- Feria Ganadera (junio)
- Festival Internacional del Nacho (octubre)

## Medios de comunicación

### Periódicos
- Periódico Zócalo
- Periódico La Voz

### Estaciones de radio
Radio Zócalo:
- XHTA-FM Dinámica 94.5 FM
- XHIK- FM Recuerdo 96.7 FM
- XHVM-FM Back FM 100.9 FM
- XHPNS-FM Exafm 107.1 FM
- XHPC-FM Súper Estelar 107.9 FM

Radiorama Piedras Negras:
- XHSG-FM Vida Romántica 99.9 FM con 25,000 Watts de potencia
- XHCPN-FM Arroba FM 101.7 con 3,000 Watts de potencia
- XHPSP-FM Fiesta Mexicana 106.3 FM con 15,000 Watts de potencia
- XHEMU-FM La Rancherita del Aire 103.7 FM
- XHSL-FM La Mejor 99.1 FM

### Agencias de noticias en internet
- Súper Channel 12
- GMNoticias
- Contra Punto Noticias
- Cuarto Poder Noticias Coahuila
- Agencia de Noticias INFONOR
- Agencia de Noticias SIP
- Coahuila en Línea
- Territorio de Coahuila y Texas
- Meteorología Al Día (anterior: Meteorología al Día en México)
- NN Nuestras Noticias Coahuila
- Meteorología Norte

### Estaciones de televisión local
- Canal NU9VE Televisa Piedras Negras (XHPN) (antes Canal 3)
- Super Channel 12.1 y 12.2 digital (anteriormente conocido como Super Channel 22) - Grupo Zócalo (retransmisora de Canal 6 de Multimedios y Tele Saltillo)
- Canal 9 - Econocable
- Canal de los Puentes Internacionales

## Personas destacadas
- Gladys Pearl Baker, madre de Norma Jean, más conocida como Marilyn Monroe;
- Ramón Bravo, Conocido como el mata tiburones
- Pedro Ferriz Santa Cruz, periodista, presentador, ufólogo y político;
- Armando Jiménez, escritor y arquitecto mexicano, autor del libro Picardía mexicana;

- Héctor Ruiz, presidente y director ejecutivo de AMD (Advanced Micro Devices)
- Pablo Valdés Hernández, compositor mexicano.
- Isaura Espinoza, actriz de cine, teatro y televisión.
- Joanna Y. Gómez Rodríguez, diplomática mexicana que ejerce funciones en la Embajada de México en Haití[21]
- Luis Segura Vilchis, ingeniero.
- Nubia Martí, primera actriz de cine, televisión y teatro.
- Aguilalo, mascota del equipo deportivo de baloncesto; las Águilas Negras de Piedras Negras.
- Marisela Escobedo, enfermera y Activista mexicana, que luchó por el feminicidio de su hija Rubí Freile Escobedo.

## Ciudades hermanas
Piedras Negras tiene dos ciudades hermanas, según lo designado por Sister Cities International:
- Sandy, Utah, Estados Unidos
- Monterrey, México